# 12. Juli
Der 12. Juli ist der 193. Tag des gregorianischen Kalenders (der 194. in Schaltjahren), somit bleiben 172 Tage bis zum Jahresende.

## Ereignisse

### Politik und Weltgeschehen
- 0927: König Æthelstan wird in Eamont Bridge von den Königen Konstantin II., Eógan I., Howell der Gute und Ealdred I. als Oberherrscher anerkannt. Das Treffen gilt als die Gründung des Königreichs England.
- 1191: Die verbliebenen Kreuzritter des Dritten Kreuzzugs erobern nach zweijähriger Belagerung die nördlich von Jerusalem gelegene Festung Akkon.

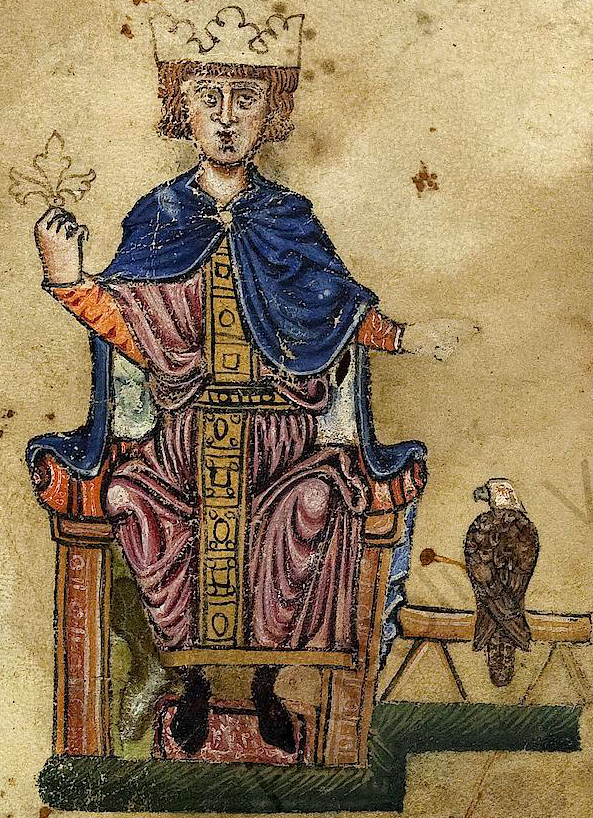
1213: Friedrich II.

- 1213: Friedrich II. verzichtet in der Goldbulle von Eger auf bestimmte königliche Rechte in Kirchensachen und überträgt zudem weite Gebiete in Italien dem Papst.
- 1253: Frankfurt an der Oder erhält das Stadtrecht.
- 1298: In Neumarkt in der Oberpfalz findet ein Pogrom gegen Juden statt, dabei wird das Pfalzgrafenschloss Neumarkt zerstört.
- 1470: Osmanischen Truppen gelingt während des Krieges gegen die Seerepublik Venedig die Eroberung der Stadt Negroponte (heute Chalkida). Sie beherrschen damit die gesamte Insel Euböa.
- 1704: Die Konföderation von Warschau erklärt Stanislaus I. Leszczyński zum König von Polen. Sie hat für diesen Schritt Rückendeckung des schwedischen Königs Karl XII. Der Affront gegenüber König August II. löst in der weiteren Folge einen Bürgerkrieg aus.

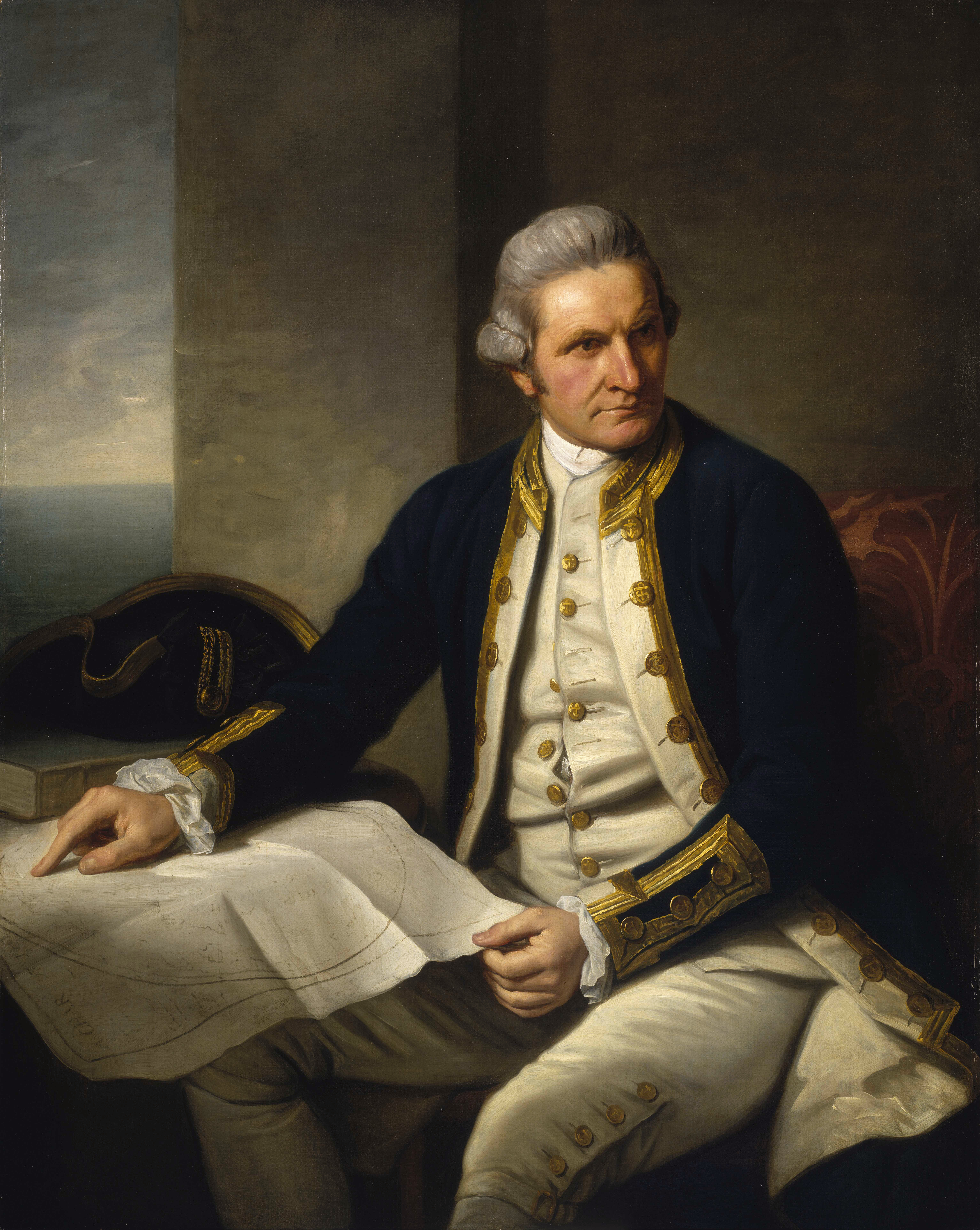
1776: James Cook

- 1776: James Cook startet in Plymouth zu seiner dritten Weltumseglung, bei der er sein Leben verlieren wird.
- 1790: Die Französische Nationalversammlung verabschiedet eine Zivilverfassung des Klerus, die dem Papst Rechte über die französische Kirche entzieht. Geistliche werden Staatsbeamte.
- 1801: Die spanische Marine erleidet im Seegefecht vor Algeciras eine Niederlage und schwere Verluste gegen die Royal Navy.
- 1806: Durch die Unterzeichnung der Rheinbundakte sagen sich mehrere süd- und westdeutsche Fürstentümer vom Reich los und gründen den Rheinbund, als deren Protektor Napoleon fungiert; Liechtenstein wird souveräner Staat.
- 1809: Der Znaimer Waffenstillstand zwischen den österreichischen und den französischen Truppen wird geschlossen.
- 1917: Gaskrieg während des Ersten Weltkrieges: Deutsche Truppen setzen während des Ersten Weltkriegs erstmals Senfgas als chemischen Kampfstoff ein.
- 1913: Während des Zweiten Balkankrieges beginnt die kurze Belagerung von Widin durch serbische Truppen.
- 1919: Das Vereinigte Königreich beendet die gegen das Deutsche Reich gerichtete fünfjährige Seeblockade in der Nordsee.

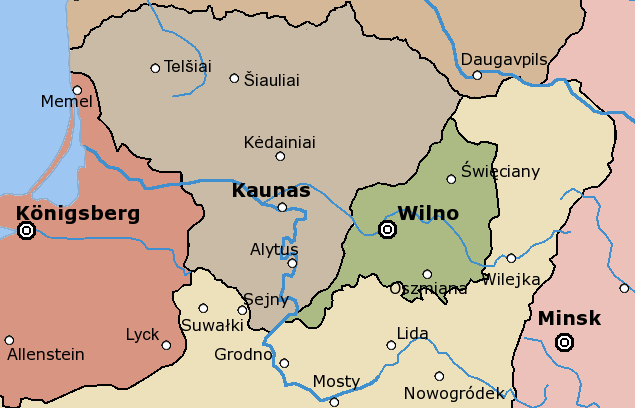
1920: Karte von Litauen

- 1920: Sowjetrussland und Litauen schließen einen Friedensvertrag.
- 1941: Großbritannien und die Sowjetunion schließen ein Militärbündnis zum gemeinsamen Kampf gegen das nationalsozialistische Deutsche Reich.
- 1943: In Krasnogorsk bei Moskau wird das Nationalkomitee Freies Deutschland gegründet.
- 1943: Bei Prochorowka findet im Zuge von Unternehmen Zitadelle eine der größten Panzerschlachten des Zweiten Weltkrieges statt.
- 1971: Nigeria tritt als 11. Mitgliedsland dem Kartell erdölexportierender Länder OPEC bei.
- 1975: São Tomé und Príncipe erhält die Unabhängigkeit von Portugal. Am selben Tag wird von der Verfassungsgebenden Versammlung das aktive und passive Frauenwahlrecht eingeführt. Manuel Pinto da Costa von der sozialistischen Einheitspartei Movimento de Libertação de São Tomé e Príncipe wird erster Präsident des Landes.

1979: Flagge von Kiribati

- 1979: Die Gilbert-Inseln im Pazifischen Ozean erlangen unter dem Namen Kiribati ihre Unabhängigkeit von Großbritannien.
- 1994: Das Bundesverfassungsgericht erklärt Auslandseinsätze der Bundeswehr unter UNO-Mandat für verfassungskonform.
- 1995: Nach Einnahme der vom niederländischen Bataillon überwachten UN-Schutzzone durch bosnisch-serbische Truppen unter Ratko Mladić im Bosnienkrieg beginnt das mehrtägige Massaker von Srebrenica, das schwerste Kriegsverbrechen in Europa seit Ende des Zweiten Weltkriegs.
- 2001: In Afghanistan wird die Benutzung des Internets verboten.
- 2005: Albert II. wird in Monaco als Nachfolger seines gestorbenen Vaters Rainier III. inthronisiert.

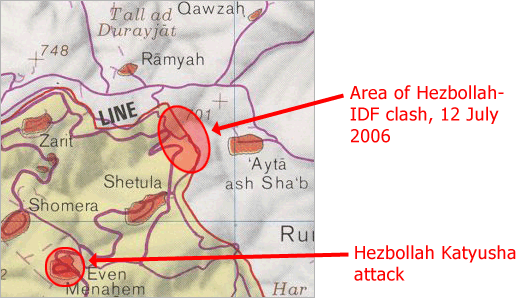
2006: Operation Gehaltenes Versprechen

- 2006: Im Südlibanon stationierte Hisbollah-Kämpfer feuern Raketen auf die israelische Stadt Schelomi und die Schebaa-Farmen ab und starten gleichzeitig einen Grenzangriff auf zwei israelische Militärfahrzeuge, wobei zwei israelische Soldaten gefangen genommen werden. Die sogenannte Operation Gehaltenes Versprechen ist Auslöser des Libanonkriegs.
- 2007: In Bagdad werden bei insgesamt drei Luftangriffen durch zwei Kampfhubschrauber der US-Army acht Menschen getötet. Die Veröffentlichung von Bordvideos der Hubschrauber durch WikiLeaks im Jahr 2010 wird weltweit Aufsehen erregen.

### Wirtschaft
- 1889: Die erste Ausgabe der sozialdemokratischen Arbeiter-Zeitung, zu deren Autoren und Redakteuren bis zur Einstellung 1991 unter anderem Max Winter, Jura Soyfer und Robert Hochner gehören, erscheint in Wien-Mariahilf.
- 1912: Adolph Zukor gründet die Famous Players Film Corp, die Vorläuferin der Paramount Pictures.
- 1920: US-Präsident Woodrow Wilson gibt offiziell den Schiffsverkehr auf dem längst in Betrieb befindlichen Panamakanal frei. Die geplanten Eröffnungsfeierlichkeiten im Jahr 1914 mussten wegen des ausgebrochenen Ersten Weltkriegs vertagt werden und werden an dem Tag nachgeholt.

### Wissenschaft und Technik

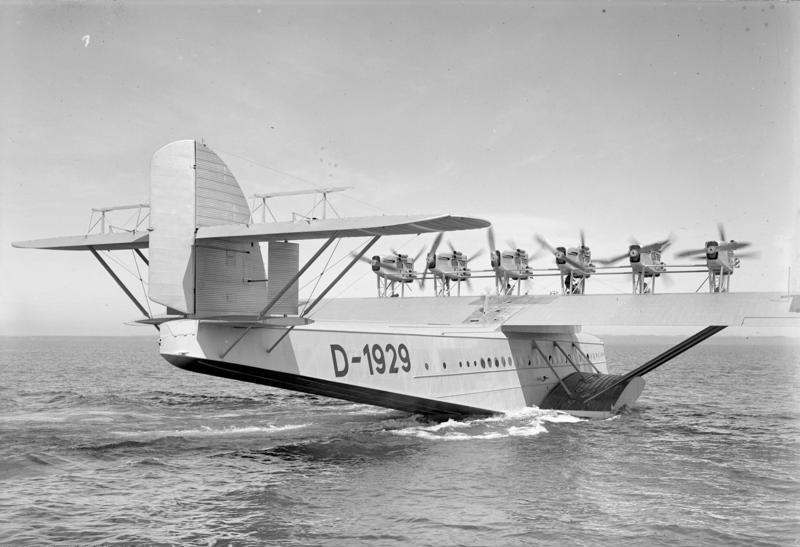
1929: Die Dornier Do X auf dem Bodensee

- 1898: William Ramsay und Morris William Travers gelingt es, das Edelgas Xenon aus Rohkrypton abzutrennen.
- 1929: Der Österreicher Hermann Knaus stellt auf einem Gynäkologenkongress in Leipzig die später nach ihm und dem Japaner Kyūsaku Ogino benannte Knaus-Ogino-Verhütungsmethode vor.
- 1929: Das Flugboot Dornier Do X, das zu seiner Zeit bei weitem größte Flugzeug, hat seinen Erstflug über dem Bodensee.
- 1970: Thor Heyerdahl erreicht mit seiner Crew auf dem Papyrus-Boot Ra II nach 57 Tagen auf dem Atlantik die Karibikinsel Barbados.
- 1975: Der Fund der Terrakotta-Armee bei Xi’an, einer bis dahin unbekannten Grabbeigabe für Qin Shihuangdi, den Gründer des Kaiserreichs China, wird bekanntgegeben.

### Kultur
- 1701: Die Uraufführung der Oper La fede ne’ tradimenti von Attilio Ariosti findet in Berlin statt.

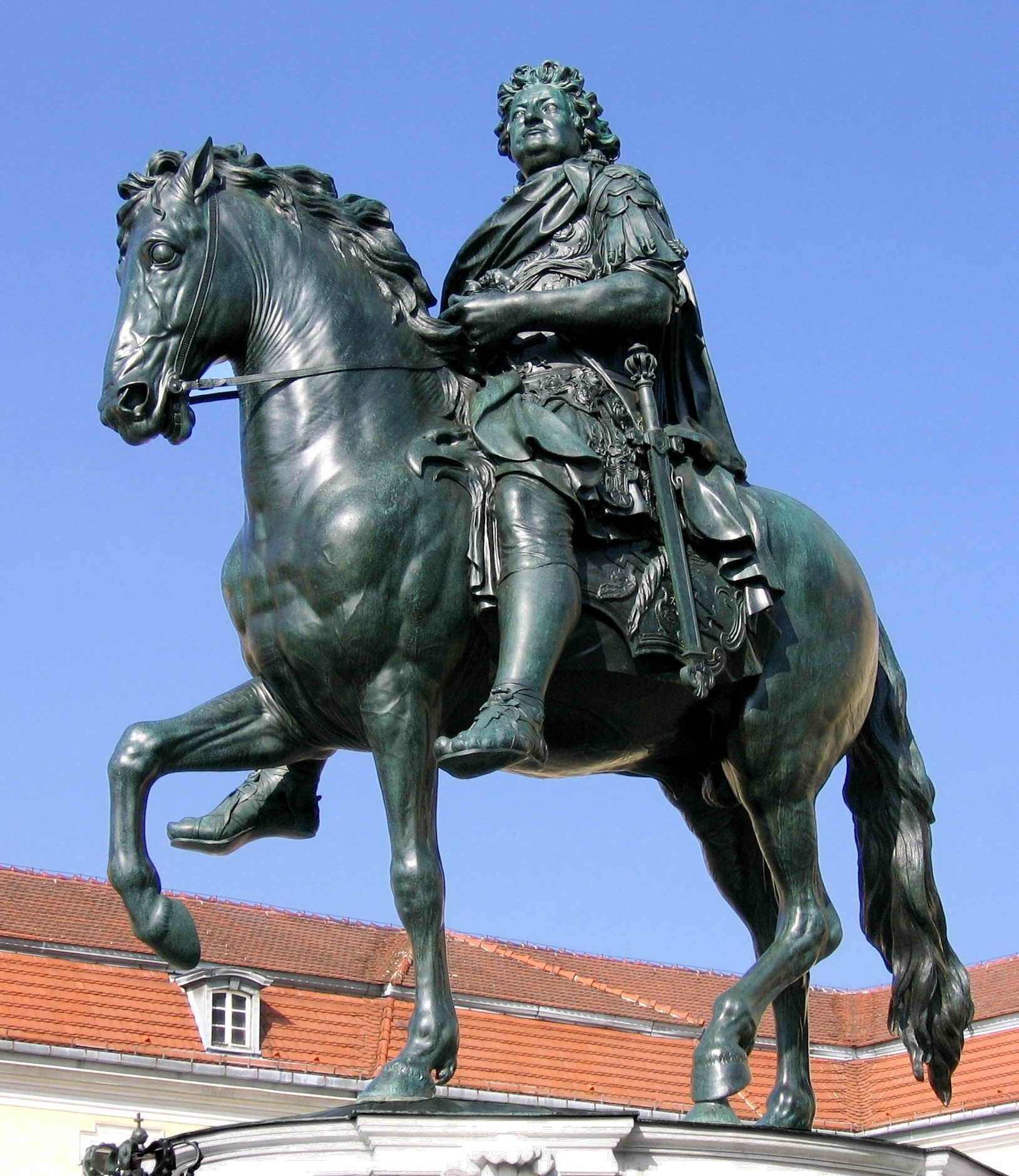
1703: Reiterstandbild des Großen Kurfürsten

- 1703: Auf der Langen Brücke zum Berliner Stadtschloss wird das von Andreas Schlüter entworfene Reiterstandbild des Großen Kurfürsten feierlich enthüllt.
- 1911: Das Fritz-Reuter-Denkmal von Bildhauer Wilhelm Wandschneider wird auf dem Marktplatz in Stavenhagen feierlich enthüllt.
- 1937: Pablo Picasso stellt sein Bild Guernica auf der Pariser Weltausstellung zum ersten Mal dem Publikum vor.
- 1951: Am Nationaltheater Mannheim wird die Operette Geliebte Manuela von Fred Raymond nach einem Libretto von Just Scheu und Ernst Nebhut uraufgeführt.
- 1953: Im Stern erscheinen die letzten Zeichnungen von Loriot unter dem Titel Auf den Hund gekommen, bevor die Serie aufgrund von Leserprotesten eingestellt wird.
- 1962: Die Rolling Stones haben ihren ersten Auftritt im Marquee Club in London (offizielle Bandgründung).
- 1975: Im südbadischen Rust wird der Europa-Park, heute Deutschlands größter Freizeitpark, eröffnet.
- 1997: In Berlin findet die 9. Technoparty Loveparade statt. Gleichzeitig wird als Protest gegen musikalische Ausgrenzung und Kommerzialisierung der Love Parade die Hateparade abgehalten, aus der sich später die Demonstration Fuckparade entwickelt.

### Gesellschaft
- 1543: Der englische König Heinrich VIII. heiratet seine sechste und letzte Frau Catherine Parr.

1861: Wild Bill Hickok

- 1861: Bei einer Schießerei tötet Bill Hickok bei der Rock Creek Station am Oregon Trail den Bandenführer David McCanles und zwei weitere Männer.

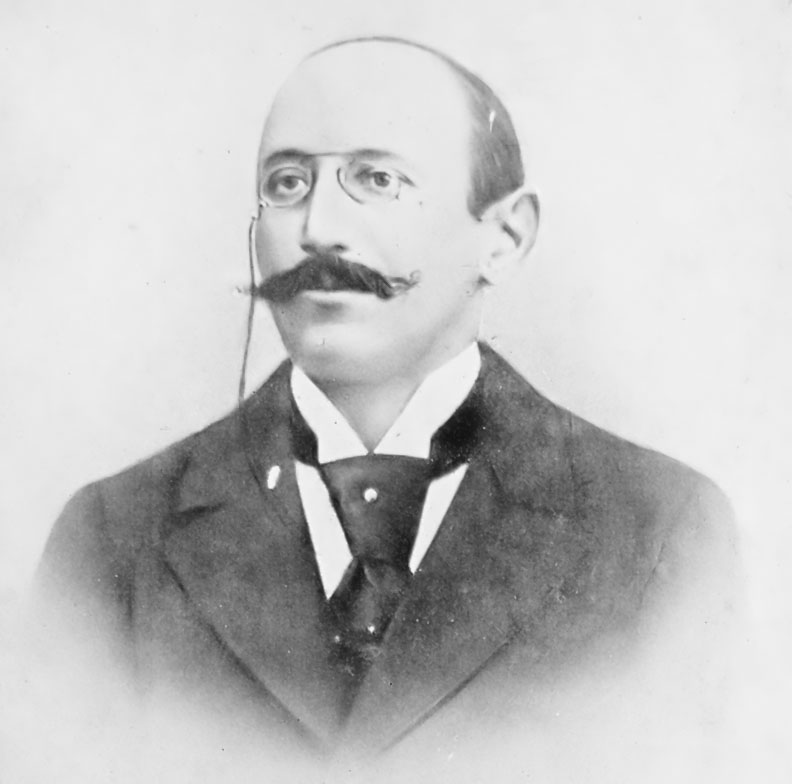
1906: Alfred Dreyfus

- 1906: Alfred Dreyfus wird – fast 12 Jahre nach seiner Verurteilung in der Dreyfus-Affäre – rehabilitiert.

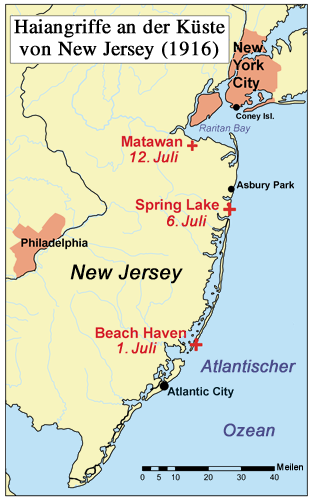
1916: Die Haiangriffe in New Jersey

- 1916: Im Matawan Creek bei Matawan, New Jersey, kommt es gleich zu drei Haiangriffen an einem Tag. Der Vorfall, bei dem zwei Menschen ums Leben kommen und einer schwer verletzt wird, ist der schwerste der Haiangriffe an der Küste von New Jersey seit dem 1. Juli. Die Vorfälle inspirieren den Schriftsteller Peter Benchley zu seinem Roman Der weiße Hai.

### Religion
- 0526: Felix III. wird Bischof von Rom. Für seine Wahl findet er im Ostgotenkönig Theoderich einen Fürsprecher.
- 1153: Corrado della Suburra (Konrad von Suburra) wird vom Konklave in Rom als Nachfolger von Eugen III. zum Papst gewählt. Er nimmt den Namen Anastasius IV. an.
- 1562: Diego de Landa lässt als Bischof von Yucatán bei einem Autodafé Schriften, Bilder und Symbole der Maya verbrennen. Er will damit die Indios zum christlichen Glauben bekehren.
- 1691: Antonio Pignatelli wird als Kompromisskandidat zweier starker Fraktionen Papst. Er wählt den Namen Innozenz XII.
- 1730: Nach einer sich über 129 Tage hinziehenden Meinungsbildung wird Lorenzo Corsini zum Papst gewählt. Der fast erblindete 78-Jährige besteigt als Clemens XII. den Stuhl Petri.

### Katastrophen
- 1918: Das japanische Linienschiff Kawachi sinkt in der Tokuyama-Bucht nach einer inneren Explosion. Das Unglück fordert über 500 Menschenleben.
- 1961: Auf Grund von strukturellem Versagen kommt es zu einem „Kaskadenbruch“ der Talsperren bei Panshet und Khadakwasla im indischen Bundesstaat Maharashtra. Dabei wird die Altstadt von Pune überschwemmt, zwischen 1000 und 2000 Menschen kommen ums Leben.
- 1984: München und seine östliche Umgebung werden durch ein extremes Hagelunwetter in Mitleidenschaft gezogen. 300 Verletzte und insgesamt etwa 1,5 Milliarden Euro Sachschäden an Autos, Gebäuden und anderen Gegenständen ergeben den bis dahin größten Schaden für die Versicherungswirtschaft.
- 1993: Ein Erdbeben der Stärke 7,7 auf Hokkaidō, Japan fordert 243 Todesopfer.

Kleinere Unglücksfälle sind in den Unterartikeln von Katastrophe und in der Liste von Katastrophen aufgeführt.

### Sport
- 1924: Der Querfeldeinlauf bei den Olympischen Sommerspielen in Paris wird zur Hitzeschlacht von Colombes. Bei einer Temperatur von über 45 °C in der Sonne erreichen nur 15 von 38 Startern das Ziel. Erster wird der Finne Paavo Nurmi.

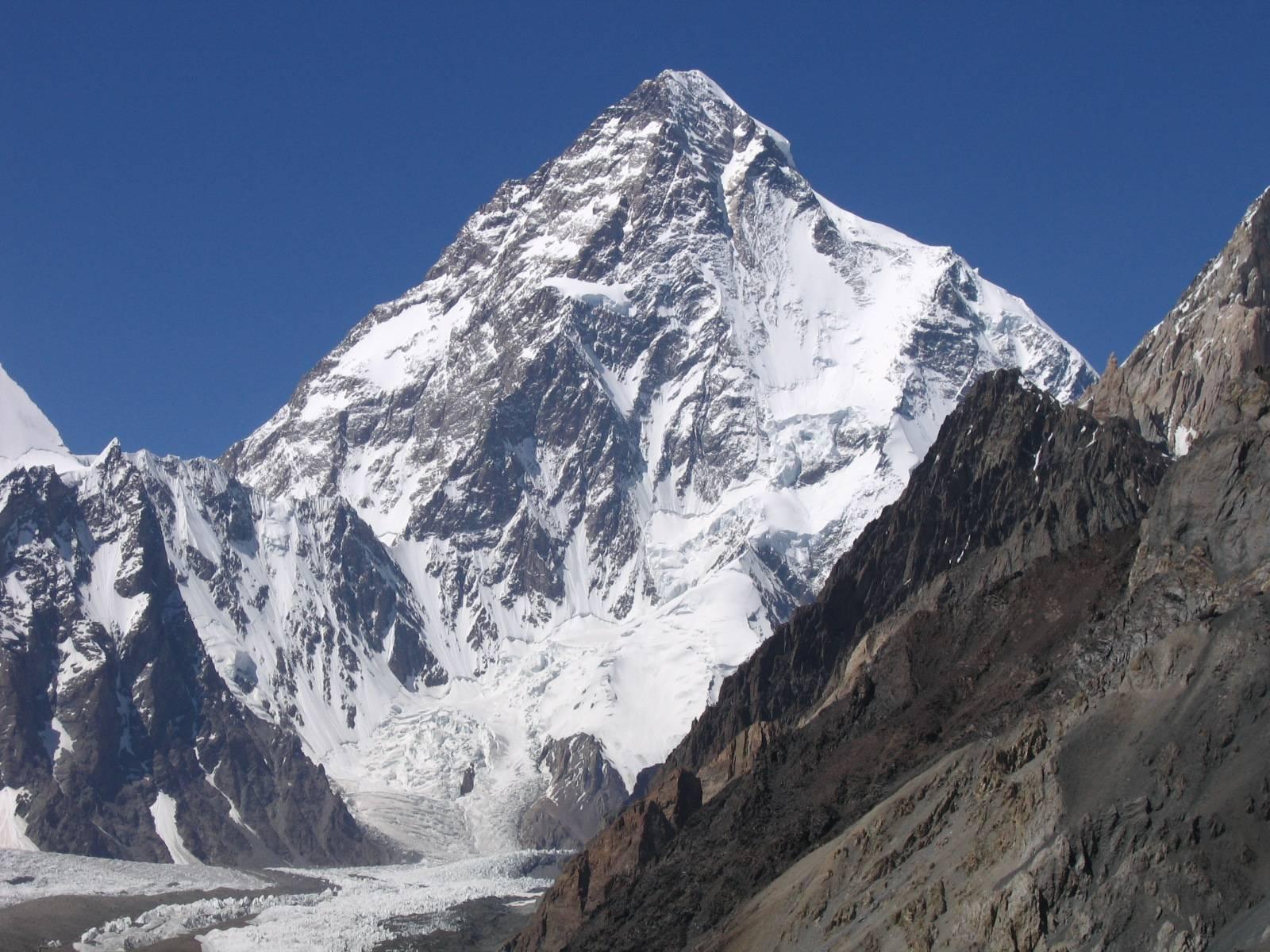
1979: K2

- 1979: Die Bergsteiger Reinhold Messner und Michael Dacher erreichen ohne Sauerstoffgeräte den Gipfel des K2, des zweithöchsten Berges der Welt im Karakorum.
- 1991: Die deutsche Fußballnationalmannschaft der Frauen wird bei der Europameisterschaft in Dänemark durch ein 3:1 gegen Norwegen Europameister.
- 1998: Frankreich siegt bei der Heim-WM in Saint-Denis 3:0 gegen Brasilien und wird damit erstmals Fußballweltmeister.

Einträge von Leichtathletik-Weltrekorden befinden sich unter der jeweiligen Disziplin unter Leichtathletik.
Einträge zu Fußballweltmeisterschaftsspielen finden sich in den Unterseiten von Fußball-Weltmeisterschaft. Das Gleiche gilt für Fußball-Europameisterschaften.

## Geboren

### Vor dem 19. Jahrhundert
- 1267: Heinrich von England, englischer Thronfolger

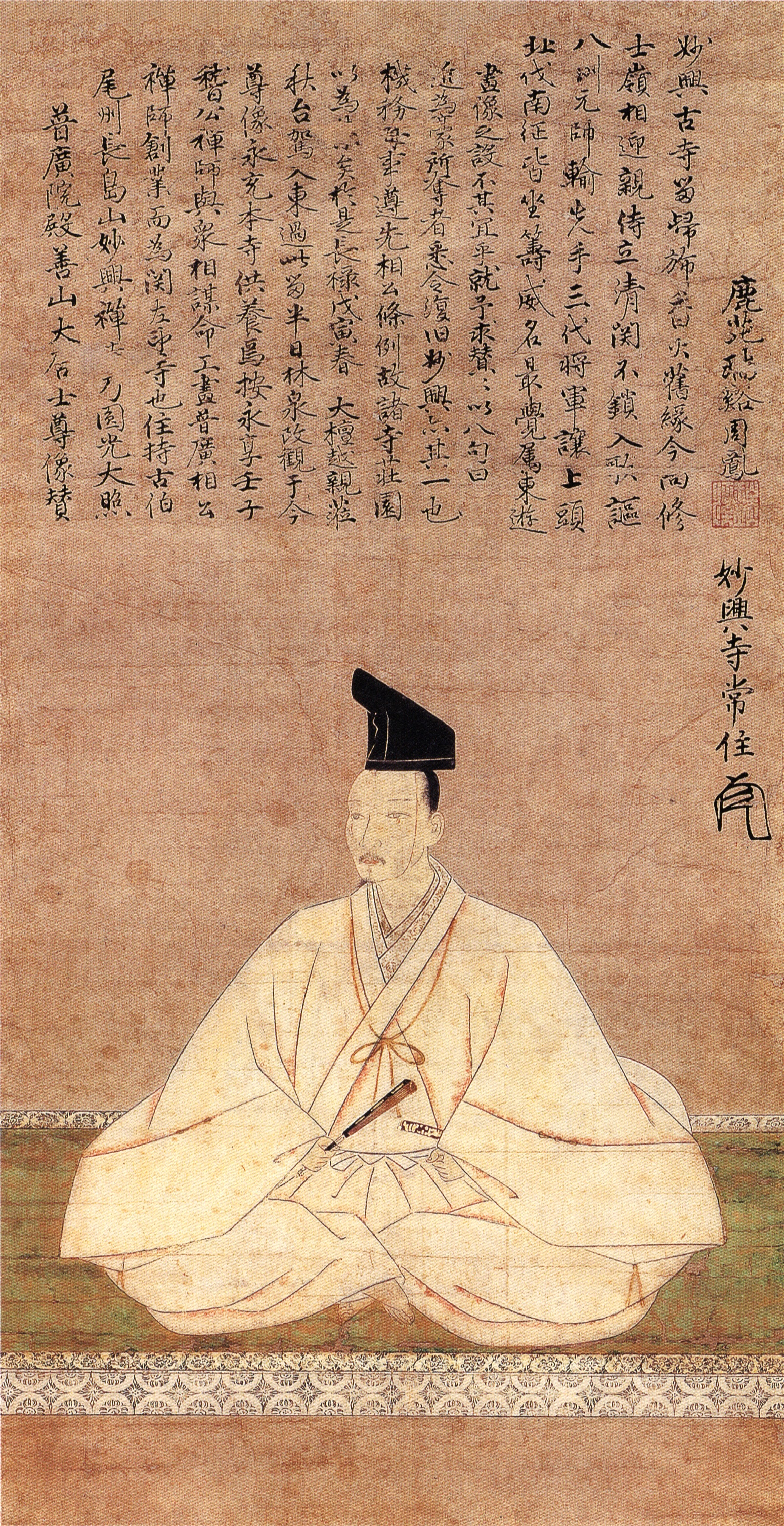
Ashikaga Yoshinori (* 1394)

- 1394: Ashikaga Yoshinori, 6. Shogun des Ashikaga-Shogunates
- 1477: Jacopo Sadoleto, italienischer Kardinal, Humanist und katholischer Reformer
- 1532: Mechthild von Bayern, Frau des Markgrafen Philibert von Baden
- 1599: Johann Wolfart van Brederode, Armeeoberkommandierender der Republik der Vereinigten Niederlande
- 1607: Jean Petitot, Schweizer Miniaturenmaler
- 1612: Heinrich Siegel, deutscher frühkapitalistischer Unternehmer
- 1628: Henry Howard, 6. Duke of Norfolk, englischer Adeliger
- 1634: Johann Georg I., Herzog von Sachsen-Eisenach
- 1636: Edzard Ferdinand, Fürst von Ostfriesland
- 1655: Ernst, Herzog von Sachsen-Gotha-Altenburg und Sachsen-Hildburghausen
- 1657: Friedrich Wilhelm III., Herzog von Sachsen-Altenburg
- 1675: Evaristo Felice Dall’Abaco, italienischer Komponist und Musiker
- 1680: Michael Friedrich von Althann, Vizekönig von Neapel und Sizilien

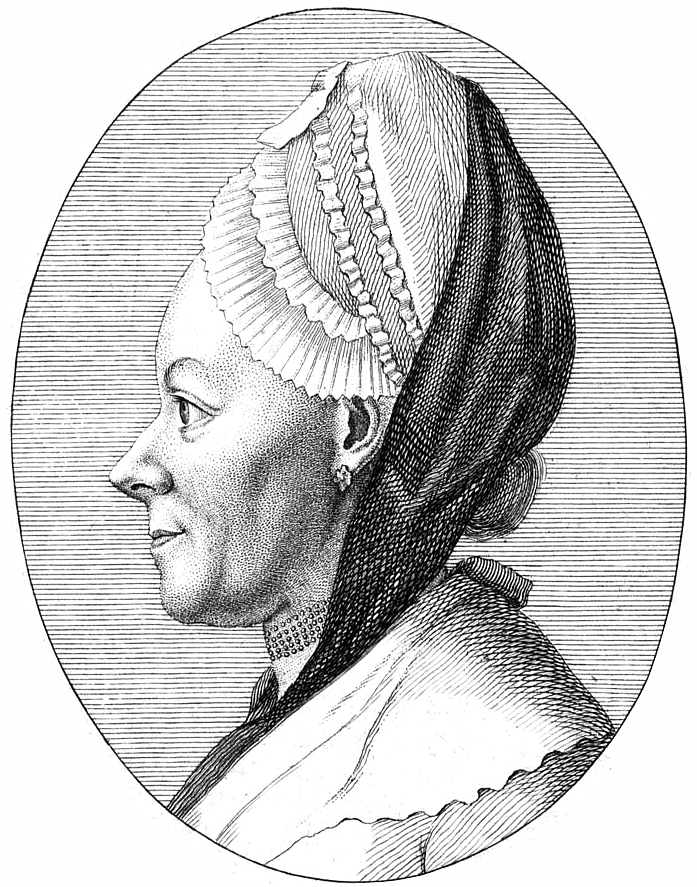
Anna Barbara Reinhart (* 1730)

- 1683: Carl Gustaf Bielke, schwedischer Militär und Politiker
- 1691: Petro Kalnyschewskyj, Ataman der Saporoger Kosaken und Heiliger der Ukrainisch-Orthodoxen Kirche
- 1707: Esteban de Terreros y Pando, spanischer Jesuit, Philologe und Lexikograph
- 1710: Joachim Erdmann Schmidt, deutscher Rechtswissenschaftler und Historiker
- 1714: Michail Woronzow, russischer Adeliger und Politiker
- 1717: Friedrich Christian Struve, deutscher Mediziner und Hochschullehrer
- 1729: Antoine de Sartine, französischer Politiker
- 1730: Josias Ludwig Ernst Püttmann, deutscher Rechtswissenschaftler
- 1730: Anna Barbara Reinhart, Schweizer Mathematikerin
- 1733: Johann Ferdinand Feige der Ältere, deutscher Bildhauer
- 1736: Johann Gerhard Hasenkamp, deutscher protestantischer Pädagoge
- 1738: Anselm Feldhorn, österreichischer Benediktiner-Abt
- 1751: Julie Billiart, französische Ordensgründerin der Kongregation Schwestern Unserer Lieben Frau von Namur
- 1751: Henri-David Chaillet, Schweizer evangelischer Geistlicher
- 1754: Alois von Beckh-Widmanstätten, österreichischer Drucker und Naturwissenschaftler
- 1760: Asch-Schaukānī, jemenitischer Gelehrter
- 1762: James Ross, US-amerikanischer Politiker
- 1773: John Rowan, US-amerikanischer Politiker
- 1774: Jonathan Friedrich Bahnmaier, deutscher Theologe und Kirchenlieddichter
- 1790: David Hansemann, preußischer Politiker und Bankier
- 1797: Adele Schopenhauer, deutsche Schriftstellerin

### 19. Jahrhundert

#### 1801–1850
- 1803: Johann Christoph Lüders, deutscher Industrieller und Industriepionier, Kommunalpolitiker und Kulturförderer
- 1803: Pierre Chanel, französischer Missionar, erster Märtyrer in Ozeanien
- 1803: Thomas Guthrie, schottischer Sozialreformer
- 1807: Heinrich Simon Lindemann, deutscher Philosoph und Hochschullehrer
- 1811: Alois Schönach, österreichischer Orgelbauer
- 1813: Claude Bernard, französischer Physiologe

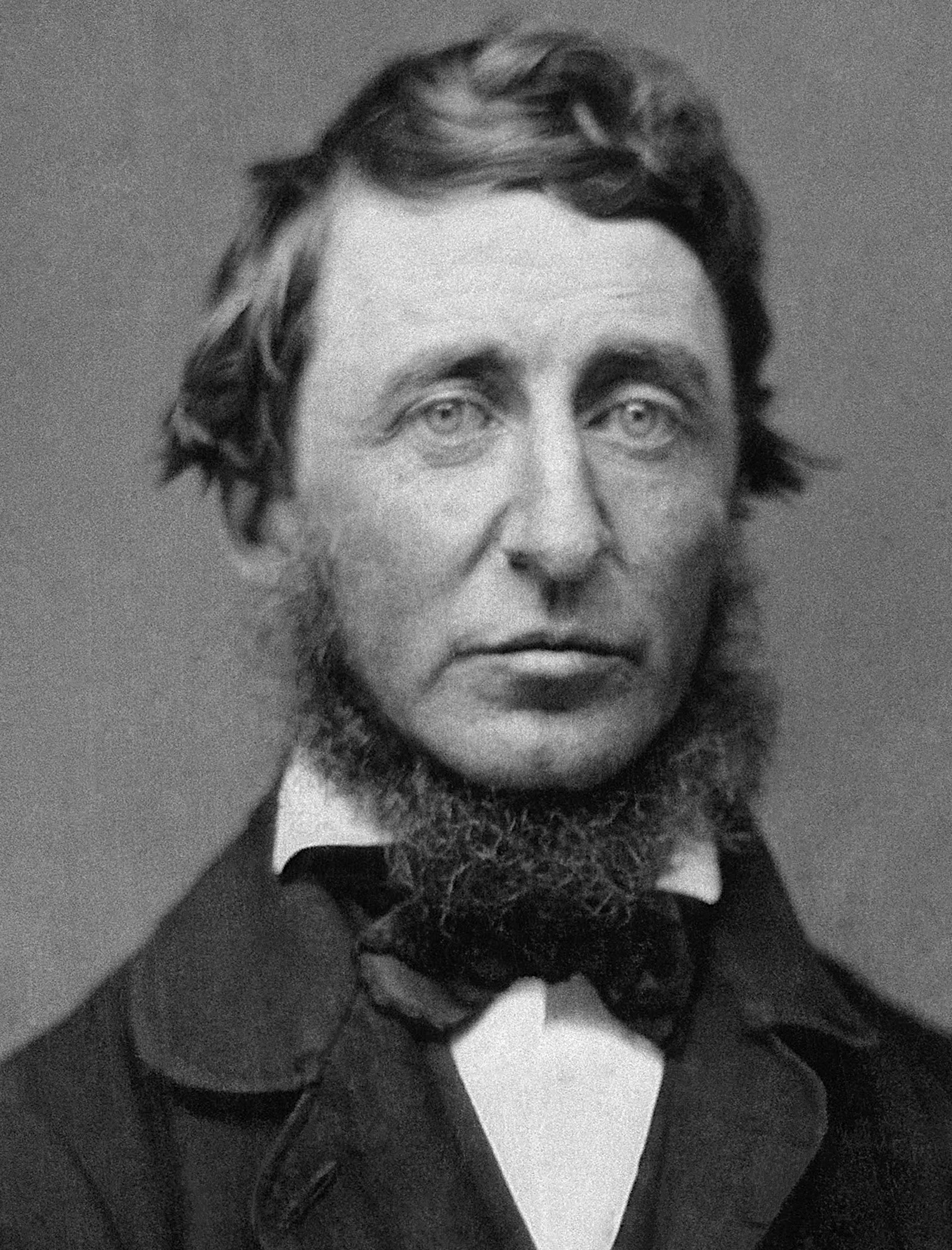
Henry David Thoreau (* 1817)

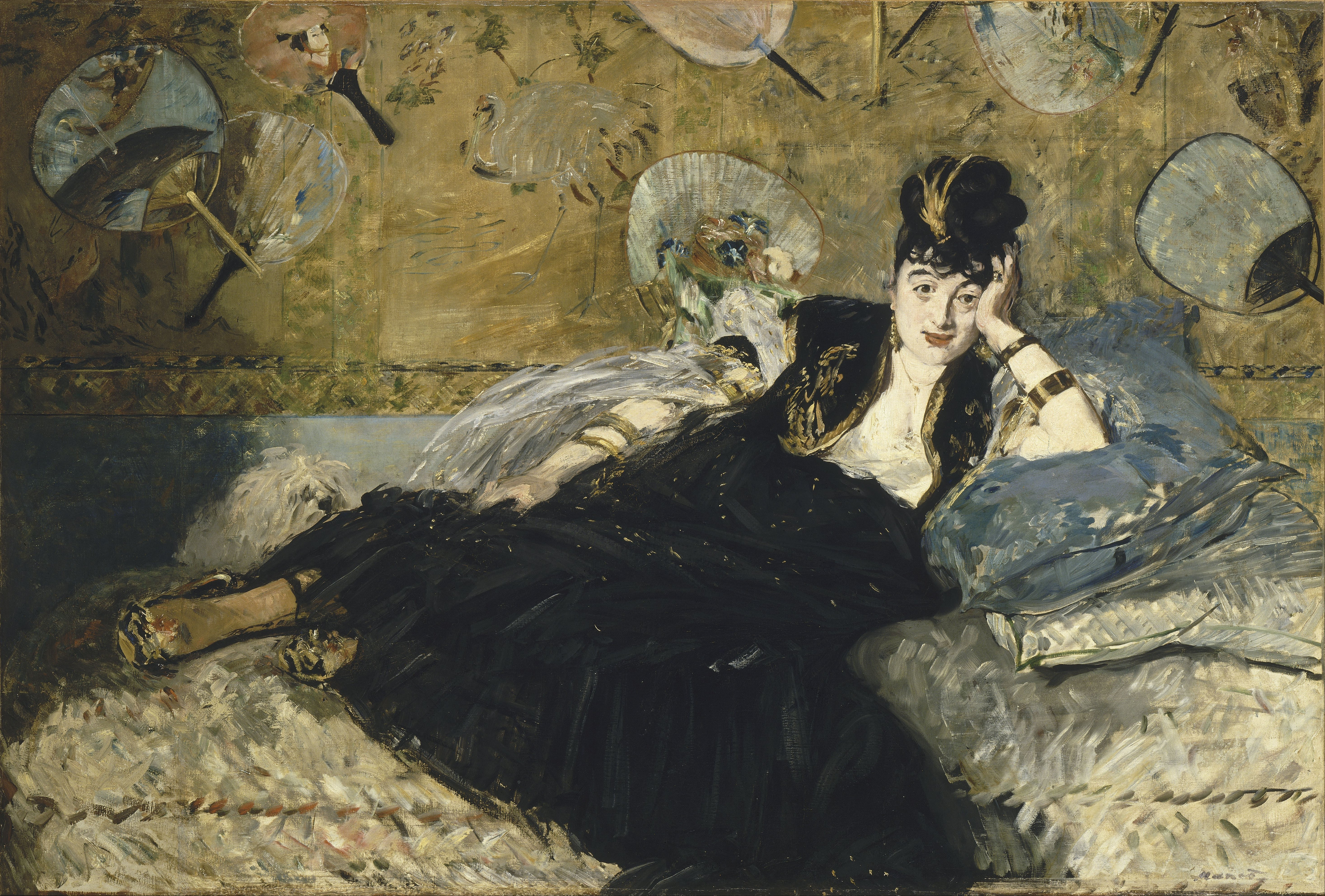
Nina de Callias (* 1843)

- 1817: Henry David Thoreau, US-amerikanischer Schriftsteller und Philosoph
- 1819: Charles Kingsley, britischer Schriftsteller
- 1821: Daniel Harvey Hill, US-amerikanischer Offizier, General der Konföderierten im Sezessionskrieg
- 1824: Heinrich von Aulock, deutscher Mediziner, Gutsbesitzer und Politiker
- 1824: Eugène Boudin, französischer Maler
- 1829: William Backhouse Astor jr., US-amerikanischer Unternehmer
- 1831: Gerhard Amyntor, preußischer Generalstabsoffizier
- 1832: Ernst Gebhardt, deutscher Liederdichter und Methodistenprediger
- 1833: Johann Baptist von Schweitzer, deutscher Agitator, Dramatiker und Politiker, Präsident des ADAV, MdR
- 1839: David Edward Cronin, US-amerikanischer Maler
- 1843ː Nina de Callias, französische Salonière und Schriftstellerin
- 1844: Ferdinand d’Orléans, duc d’Alençon, französischer Adeliger
- 1847: Karl Heinrich Barth, deutscher Klavierpädagoge und Pianist

#### 1851–1900

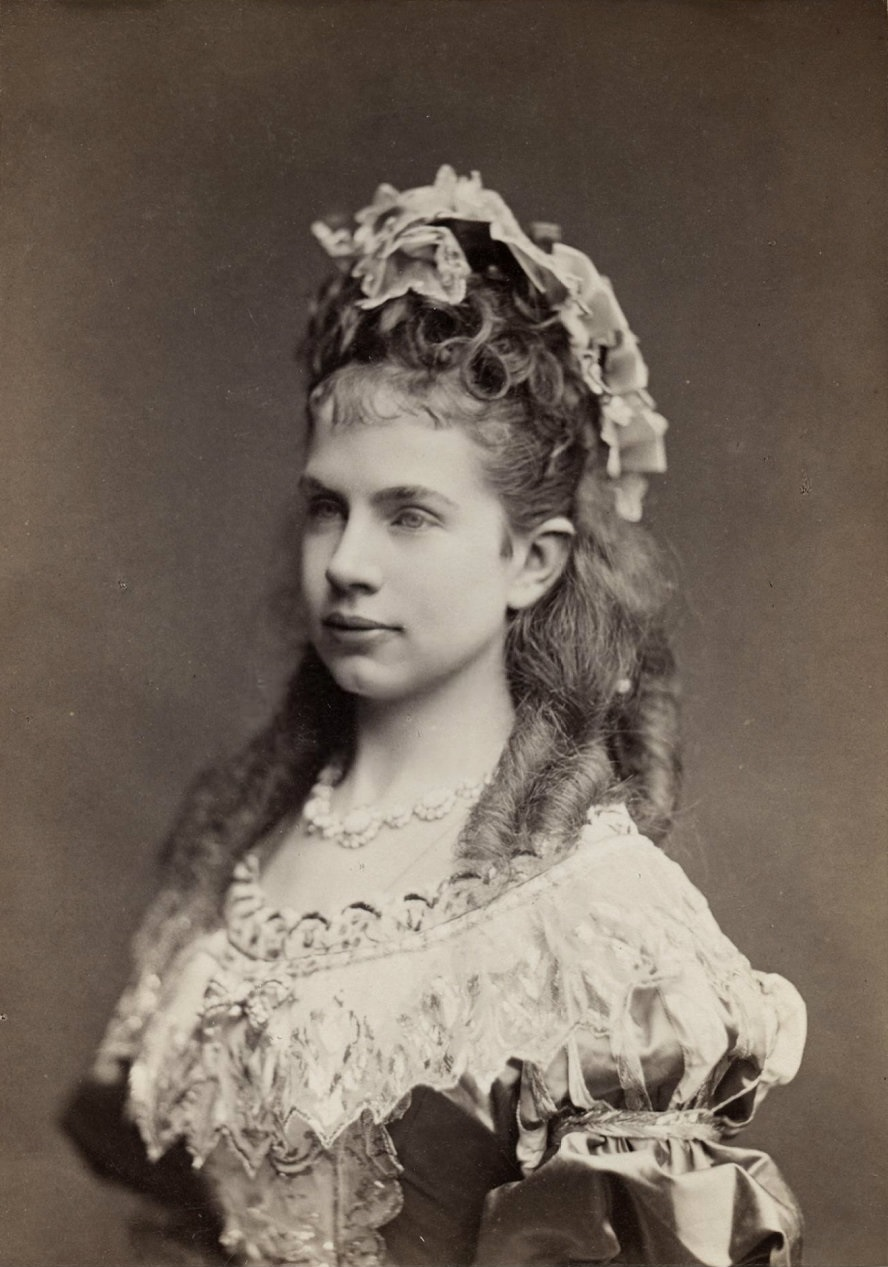
Gisela von Österreich (* 1856)

- 1852: Hipólito Yrigoyen, argentinischer Politiker, Staatspräsident
- 1854: George Eastman, US-amerikanischer Erfinder und Industrieller
- 1856: Gisela von Österreich, Tochter Kaiser Franz Josephs
- 1857: Alwin Weber, Schweizer Industrieller und Politiker
- 1859: Alberto Membreño Vásquez, Präsident von Honduras

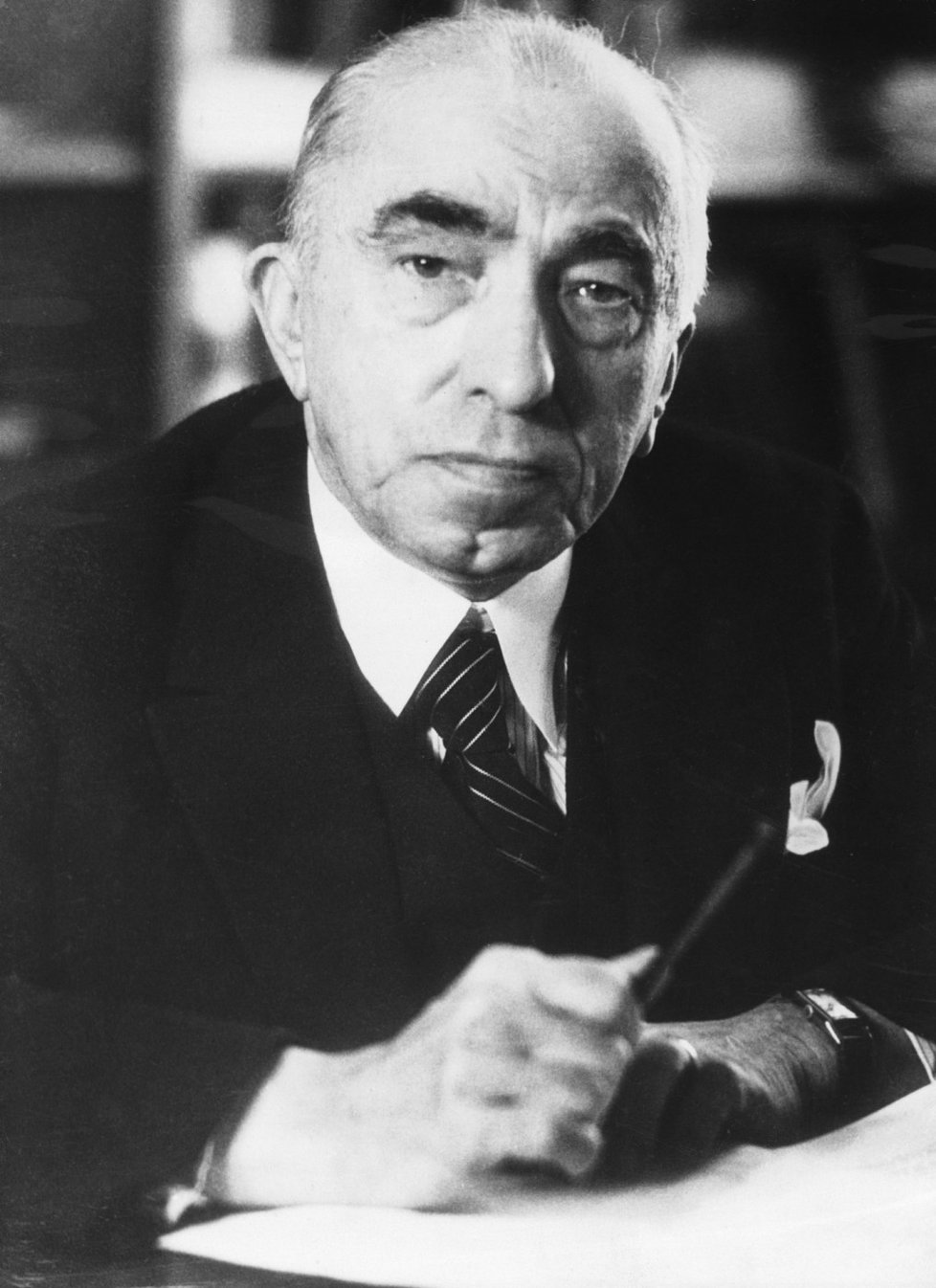
Emil Hácha (* 1872)

- 1860: Anna Astl-Leonhard, österreichische Schriftstellerin
- 1861: Anton Stepanowitsch Arenski, russischer Komponist
- 1861: Henri Deloncle, französischer Journalist
- 1862: Hermann Conradi, deutscher Schriftsteller
- 1863: Paul Drude, deutscher Physiker
- 1863: Cornelia Schorer, deutsche Ärztin
- 1866: Emiliano Figueroa Larraín, chilenischer Politiker
- 1866: Sally Wiest, deutsche Malerin
- 1867: Karl Aschoff, deutscher Apotheker
- 1867: Eugenie Breithut-Munk, österreichische Malerin
- 1868: Henri Abraham, französischer Physiker
- 1868: Stefan George, deutscher Dichter und Schriftsteller

- 1870: Louis II., Fürst von Monaco

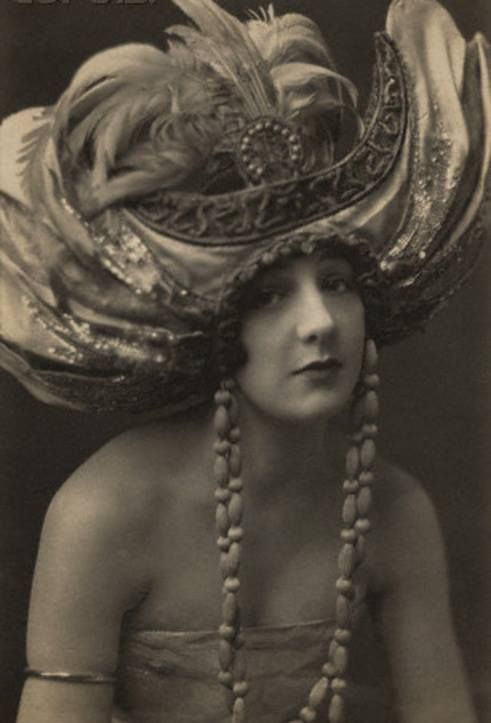
Elsa von Freytag-Loringhoven (* 1874)

- 1871: Jules Demaré, französischer Ruderer
- 1872: Emil Hácha, tschechischer Politiker, Präsident des Protektorats Böhmen und Mähren
- 1873: Rudolf Nadolny, deutscher Diplomat
- 1874: Elsa von Freytag-Loringhoven, deutsche Künstlerin des Dadaismus
- 1874: Arne Oldberg, US-amerikanischer Komponist
- 1875: Ernst Sigismund Fischer, österreichischer Mathematiker

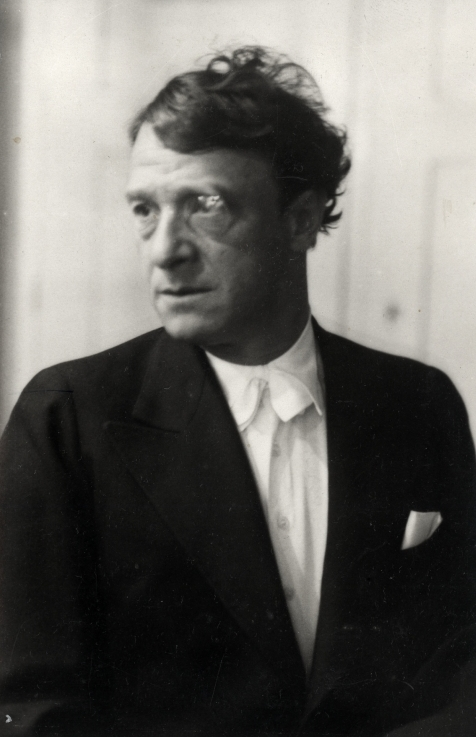
Anton Kuh (* 1890)

- 1876: Max Jacob, französischer Dichter und Maler
- 1877: Arthur M. Hyde, US-amerikanischer Politiker
- 1878: Alfred Liebig, deutscher Architekt
- 1879: Roland Foster, australischer Sänger und Musikpädagoge
- 1879: Margherita Beloch Piazzolla, italienische Mathematikerin
- 1879: Bolesław Raczyński, polnischer Komponist und Musikpädagoge
- 1880: Hermann Harry Schmitz, deutscher Autor und Vortragskünstler
- 1881: Ludwig Rubiner, deutscher Dichter, Literaturkritiker und Essayist des Expressionismus
- 1882: Tod Browning, US-amerikanischer Filmregisseur
- 1882: Eva Klemperer, deutsche Konzertpianistin, Malerin und Übersetzerin
- 1882: Eugen Schmitz, deutscher Musikwissenschaftler und -kritiker
- 1884: Amedeo Modigliani, italienischer Maler und Bildhauer
- 1885: Monte Attell, US-amerikanischer Boxer
- 1886: Raoul Hausmann, österreichisch-deutscher Künstler des Dadaismus
- 1886: Jean Hersholt, dänisch-US-amerikanischer Schauspieler
- 1887: Robert Bürkner, deutscher Schauspieler und Theaterintendant, Regisseur und Autor
- 1888: Adolf Horion, deutscher Geistlicher und Entomologe

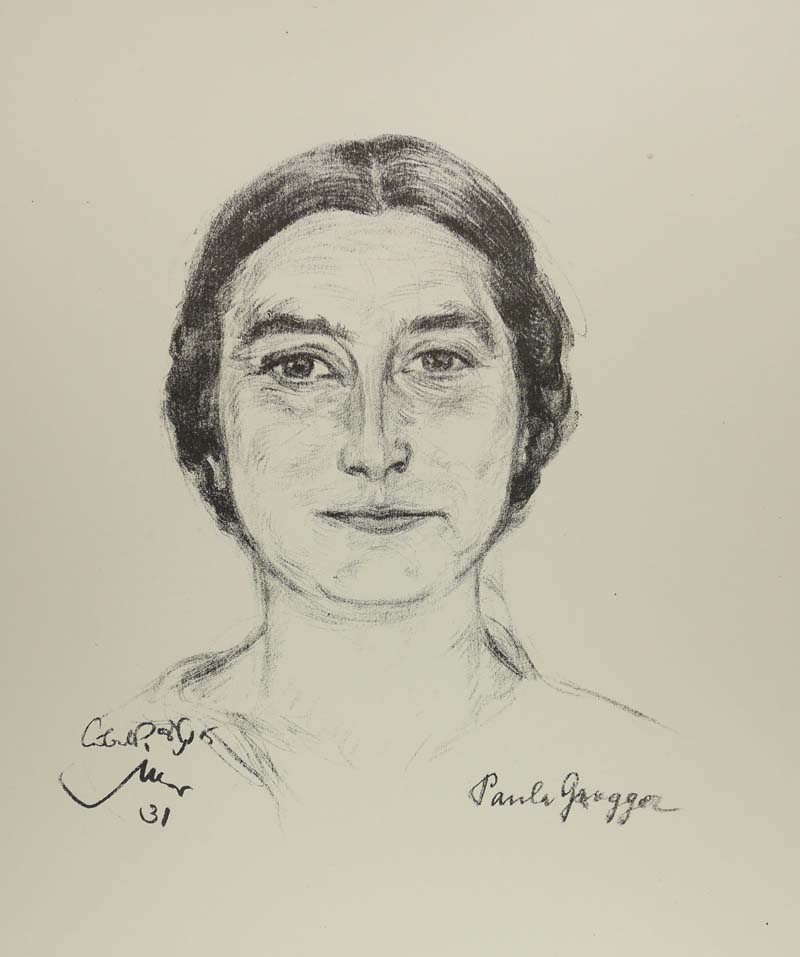
Paula Grogger (* 1892)

- 1890: Anton Kuh, österreichischer Journalist, Essayist und Erzähler
- 1892: Bruno Schulz, polnischer Schriftsteller und Literaturkritiker, Graphiker und Zeichner
- 1892: Harry Piel, deutscher Regisseur und Schauspieler
- 1892: Paula Grogger, österreichische Schriftstellerin
- 1892: Zyrill Fischer, österreichischer Franziskanerpater und Widerstandskämpfer
- 1892: Alfred Freyberg, deutscher Landes- und Kommunalpolitiker
- 1894: Isaak Emmanuilowitsch Babel, russischer Journalist und Autor
- 1894: Hunt Stromberg, US-amerikanischer Filmproduzent
- 1895: Buckminster Fuller, US-amerikanischer Architekt und Konstrukteur, Designer und Schriftsteller
- 1895: Kirsten Flagstad, norwegische Sängerin
- 1895: Oscar Hammerstein, US-amerikanischer Produzent und Musicalautor
- 1898: Walter Strauss, deutscher Historiker und Geschichtsdidaktiker
- 1900: Amadeo Roldán, kubanischer Komponist und Dirigent

### 20. Jahrhundert

#### 1901–1925

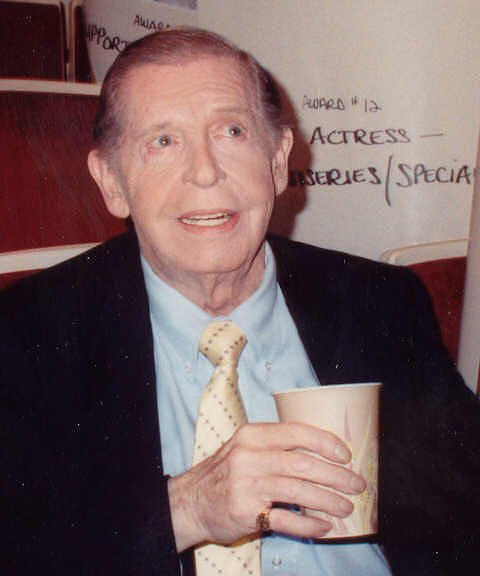
Milton Berle (* 1908)

- 1902: Günther Anders, deutscher Philosoph und Essayist
- 1902: Fernand Vandernotte, französischer Ruderer
- 1903: Norbert-Jean Mahé, französischer Automobilrennfahrer
- 1904: Paul Braess, deutscher Hochschullehrer

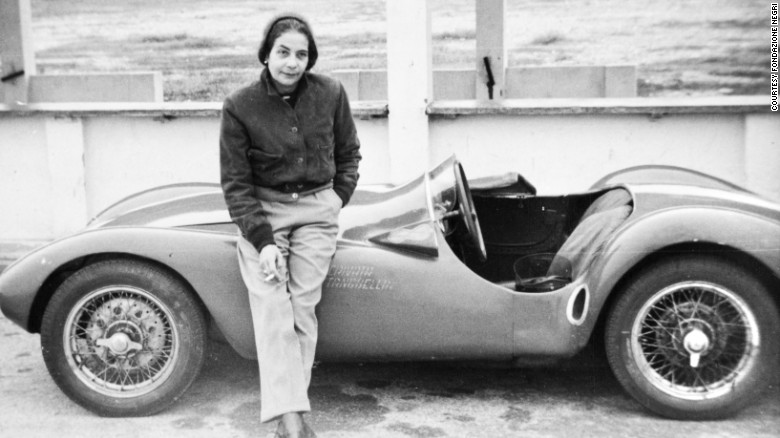
Anna Maria Peduzzi (* 1912)

- 1904: Pablo Neruda, chilenischer Lyriker und Literaturnobelpreisträger
- 1905: John Charles Francis von Großbritannien und Irland, jüngster Sohn des Duke of York, dem späteren König Georg V.

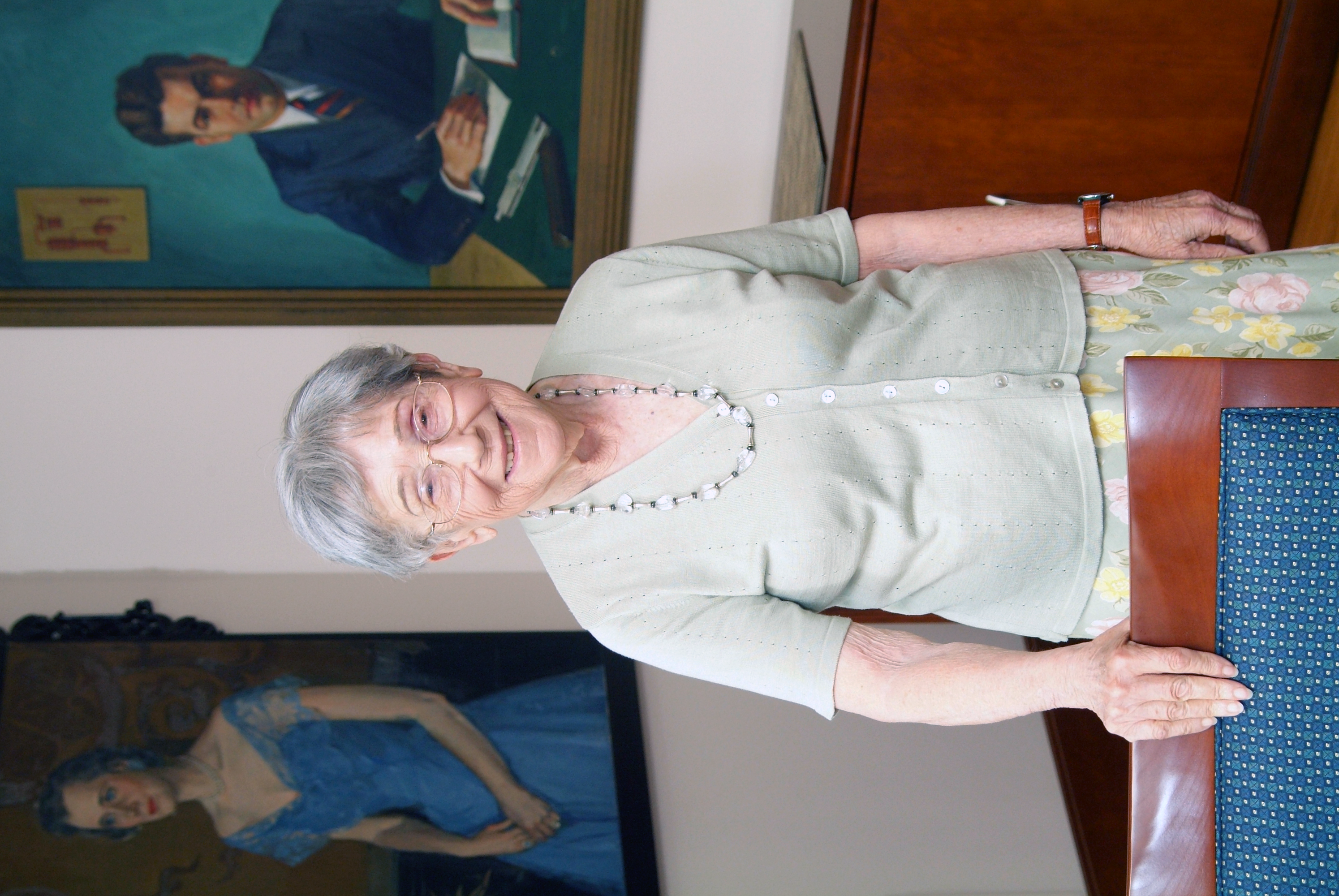
Mildred Cohn (* 1913)

- 1907: James Donald Barnes, britischer Automobilrennfahrer
- 1907: Hans Lenz, deutscher Politiker und Bundesminister
- 1908: Milton Berle, US-amerikanischer Schauspieler
- 1909: Joe DeRita, US-amerikanischer Komiker
- 1911: Bogdan Ostromęcki, polnischer Lyriker, Essayist und Übersetzer
- 1912: Sid Robin, US-amerikanischer Textdichter und Komponist
- 1912: Anna Maria Peduzzi, Italienische Automobilrennfahrerin
- 1913: Mildred Cohn, US-amerikanische Biochemikerin
- 1913: Willis Eugene Lamb, US-amerikanischer Physiker
- 1913: André Lavagne, französischer Komponist
- 1914: Renato Olmi, italienischer Fußballspieler
- 1915: Otto Steinert, deutscher Fotograf

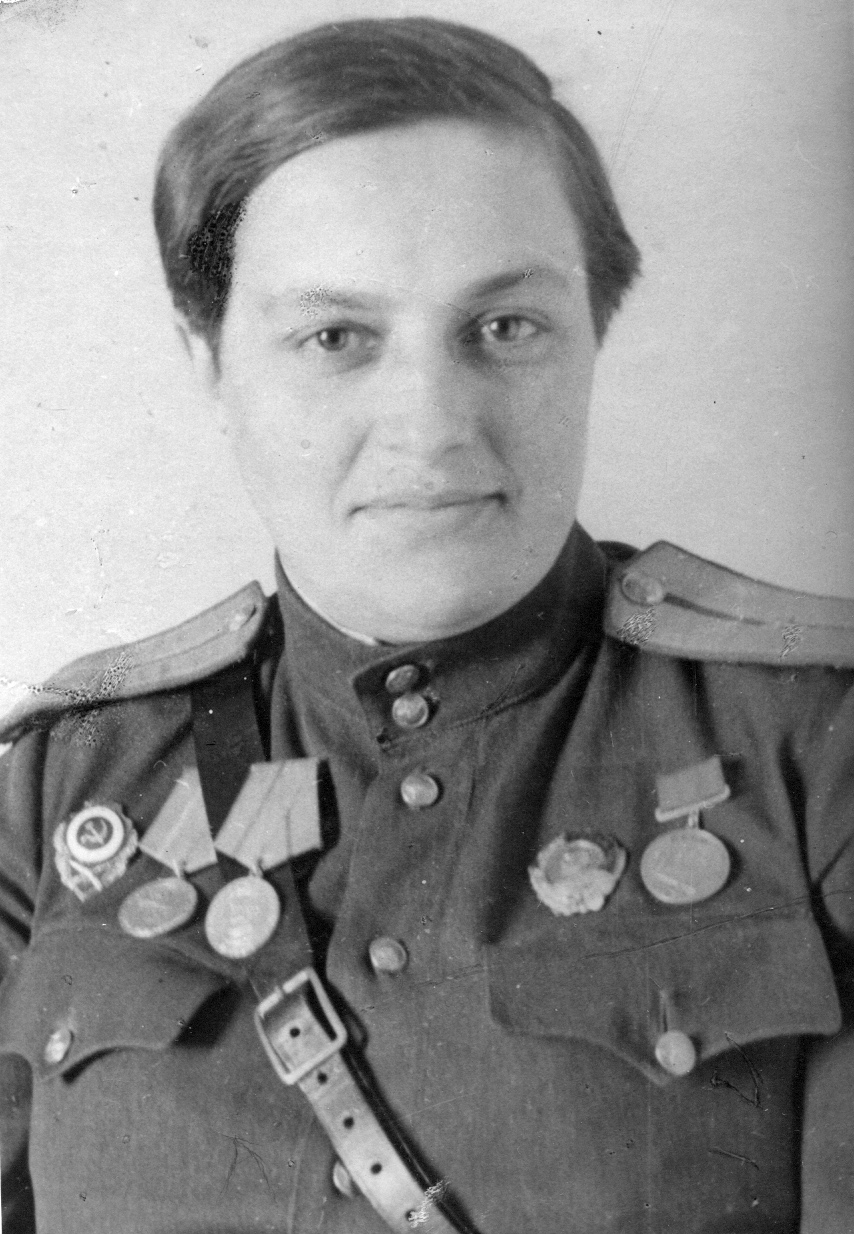
Ljudmila Pawlitschenko (* 1916)

- 1916: Ljudmila Michailowna Pawlitschenko, Scharfschützin im Zweiten Weltkrieg, Heldin der Sowjetunion
- 1917: Luigi Gorrini, italienischer Jagdflieger
- 1917: Andrew Wyeth, US-amerikanischer Maler
- 1920: Keith Andes, US-amerikanischer Schauspieler
- 1920: Beah Richards, amerikanische Film- und Theaterschauspielerin
- 1921: Peter Edel, deutscher Grafiker und Schriftsteller
- 1922: Mark Hatfield, US-amerikanischer Politiker
- 1922: Werner Maser, deutscher Historiker
- 1923: Erwin Halletz, österreichischer Komponist, Arrangeur und Dirigent
- 1923: Bill Lloyd, US-amerikanischer Automobilrennfahrer
- 1924: Heinz von Cramer, deutscher Hörspielregisseur und Autor
- 1925: Akutagawa Yasushi, japanischer Komponist

#### 1926–1950

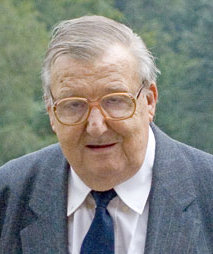
Carl Adam Petri (* 1926)

- 1926: Carl Adam Petri, deutscher Mathematiker und Informatiker
- 1926: Oswald Mathias Ungers, deutscher Architekt der Postmoderne
- 1927: Bill Cheesbourg, US-amerikanischer Automobilrennfahrer
- 1928: Louis Auslander, US-amerikanischer Mathematiker
- 1928: Elias James Corey, US-amerikanischer Chemiker und Professor
- 1930: Ruth Drexel, deutsche Schauspielerin und Regisseurin

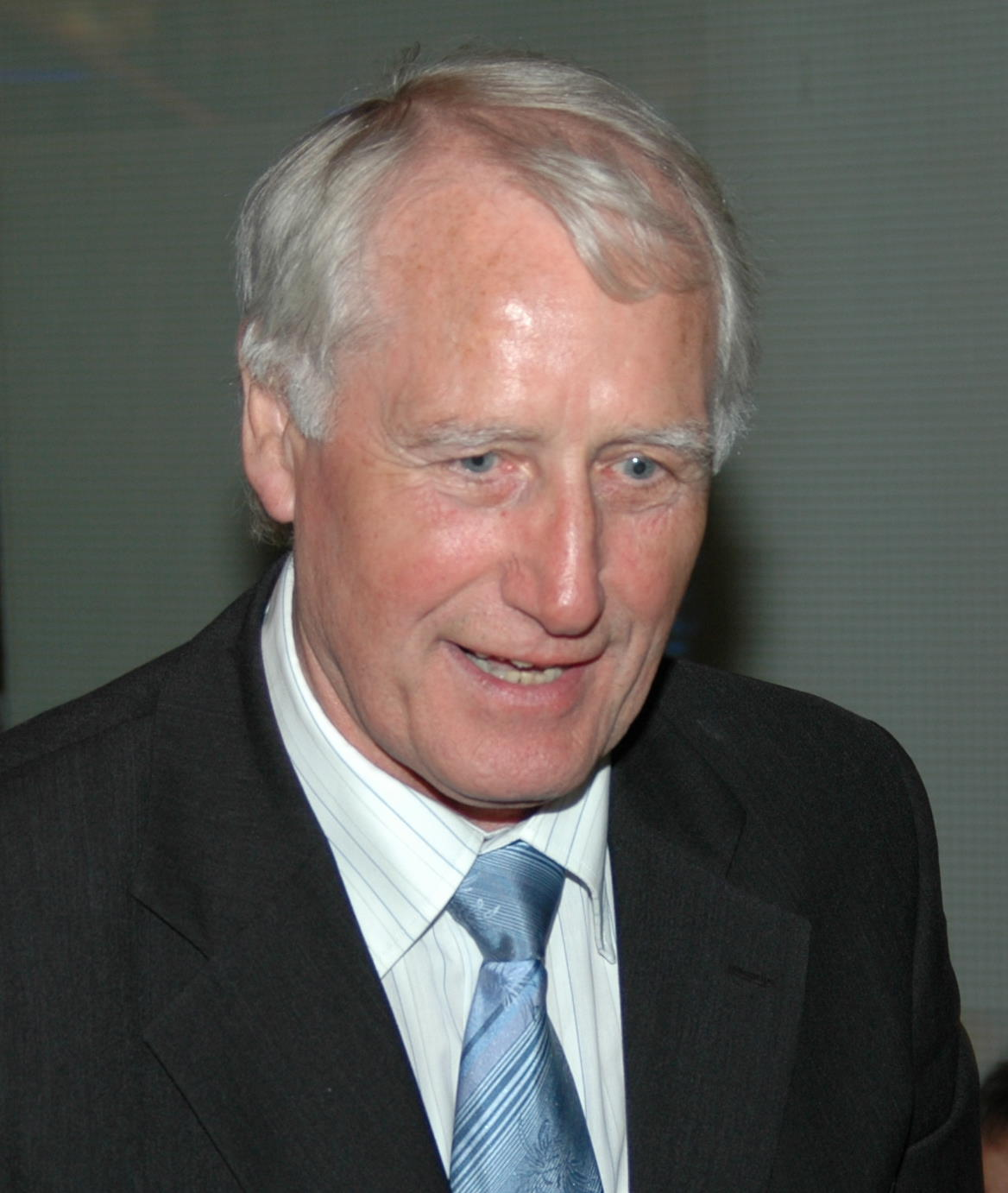
Hans Tilkowski (* 1935)

- 1932: Manfred Prasser, deutscher Architekt und Ingenieur
- 1932: Eddy Wally, belgischer Sänger
- 1934: Van Cliburn, US-amerikanischer Musiker
- 1935: Paige Cothren, US-amerikanischer American-Football-Spieler
- 1935: Robert Dirry, österreichischer Ringer und Boxer
- 1935: Hans Tilkowski, deutscher Fußballspieler und -trainer
- 1937: Bill Cosby, US-amerikanischer Schauspieler
- 1937: Lionel Jospin, französischer Politiker und Premierminister
- 1937: Thomas O’Riordan, irischer Leichtathlet
- 1937: Ernst Wendt, deutscher Theaterregisseur

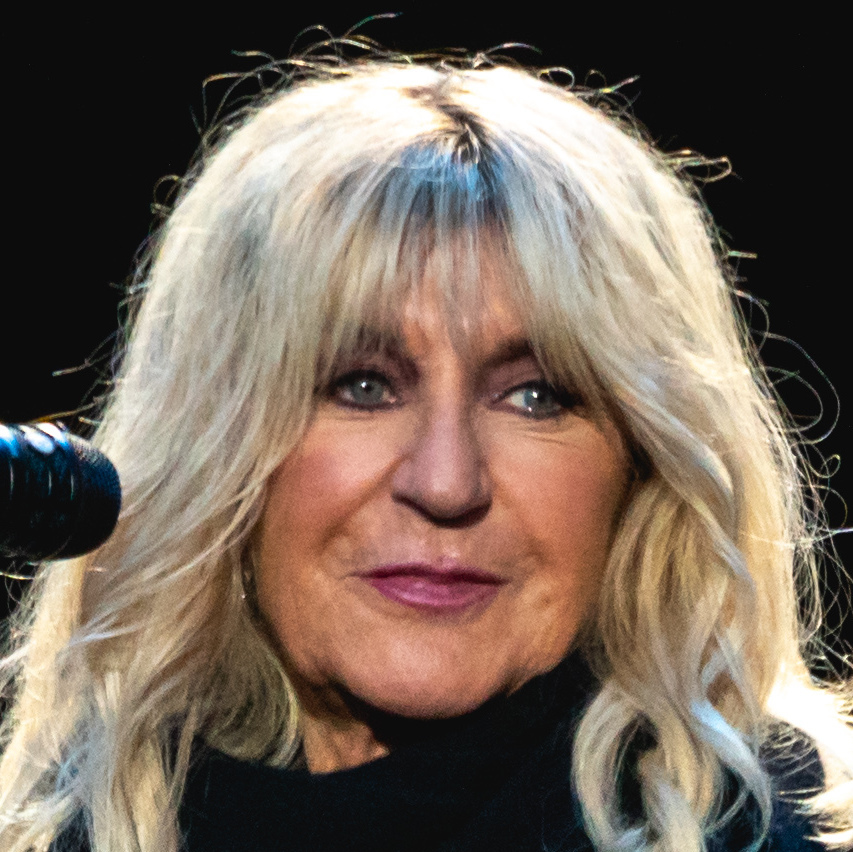
Christine McVie (* 1943)

- 1938: Jürgen C. Aschoff, deutscher Neurologe, Hochschullehrer und Schriftsteller
- 1938: Rodger Doner, kanadischer Ringer
- 1938: Hans Kloss, deutscher Maler und Grafiker
- 1939: Erwin Kräutler, österreichischer Bischof
- 1939: Klaus Liebscher, österreichischer Jurist, Präsident der Nationalbank
- 1942: Richard Stoltzman, US-amerikanischer Klarinettist
- 1943: Ernst Buschor, Schweizer Wirtschaftswissenschaftler und Politiker
- 1943: Cornelius Johnson, US-amerikanischer American-Football-Spieler
- 1943: Christine McVie, britische Musikerin, Sängerin und Songschreiberin

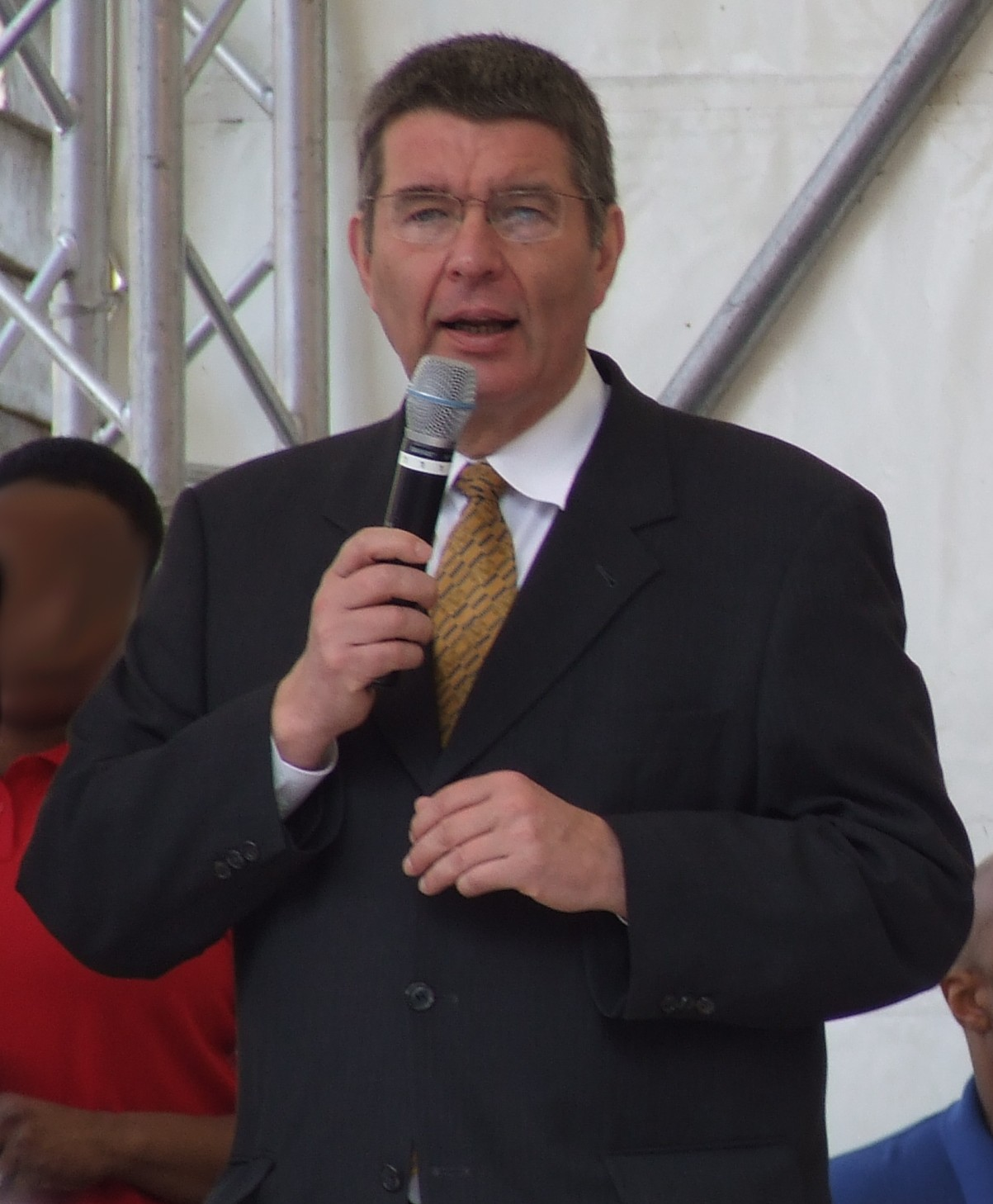
Jens Beutel (* 1946)

- 1944: Jean-François Jenny-Clark, französischer Kontrabassist
- 1945: Hans Jochen Henke, deutscher Politiker
- 1945: Rainer Schuwirth, deutscher General
- 1945: Gerald Weiß, deutscher Politiker, MdB
- 1946ː Sian Barbara Allen, US-amerikanische Schauspielerin
- 1946: Jens Beutel, deutscher Jurist und Politiker, Oberbürgermeister von Mainz
- 1946: Seán Keane, irischer Geiger
- 1946: Ricardo-Horacio Neumann, argentinischer Fußballspieler
- 1947: György Orbán, rumänisch-ungarischer Komponist
- 1948: Günter Freiherr von Gravenreuth, deutscher Rechtsanwalt und Verleger
- 1948: Richard Dewes, deutscher Politiker, Innenminister von Thüringen
- 1948: Dušan Kovačević, serbischer Dramatiker, Drehbuchautor, Regisseur und Diplomat
- 1949: Juhani Boström, finnischer Eishockeyspieler
- 1949: Susanne Jaffke-Witt, deutsche Politikerin, MdB
- 1950: Eric Carr, US-amerikanischer Musiker (Kiss)
- 1950: Helmut Rieder, deutscher Mathematiker

#### 1951–1975
- 1951: Udo Dahmen, deutscher Schlagzeuger, künstlerischer Direktor und Geschäftsführer der Popakademie Baden-Württemberg
- 1951: Monika Herz, deutsche Schlagersängerin
- 1951: Cheryl Ladd, US-amerikanische Schauspielerin und Sängerin

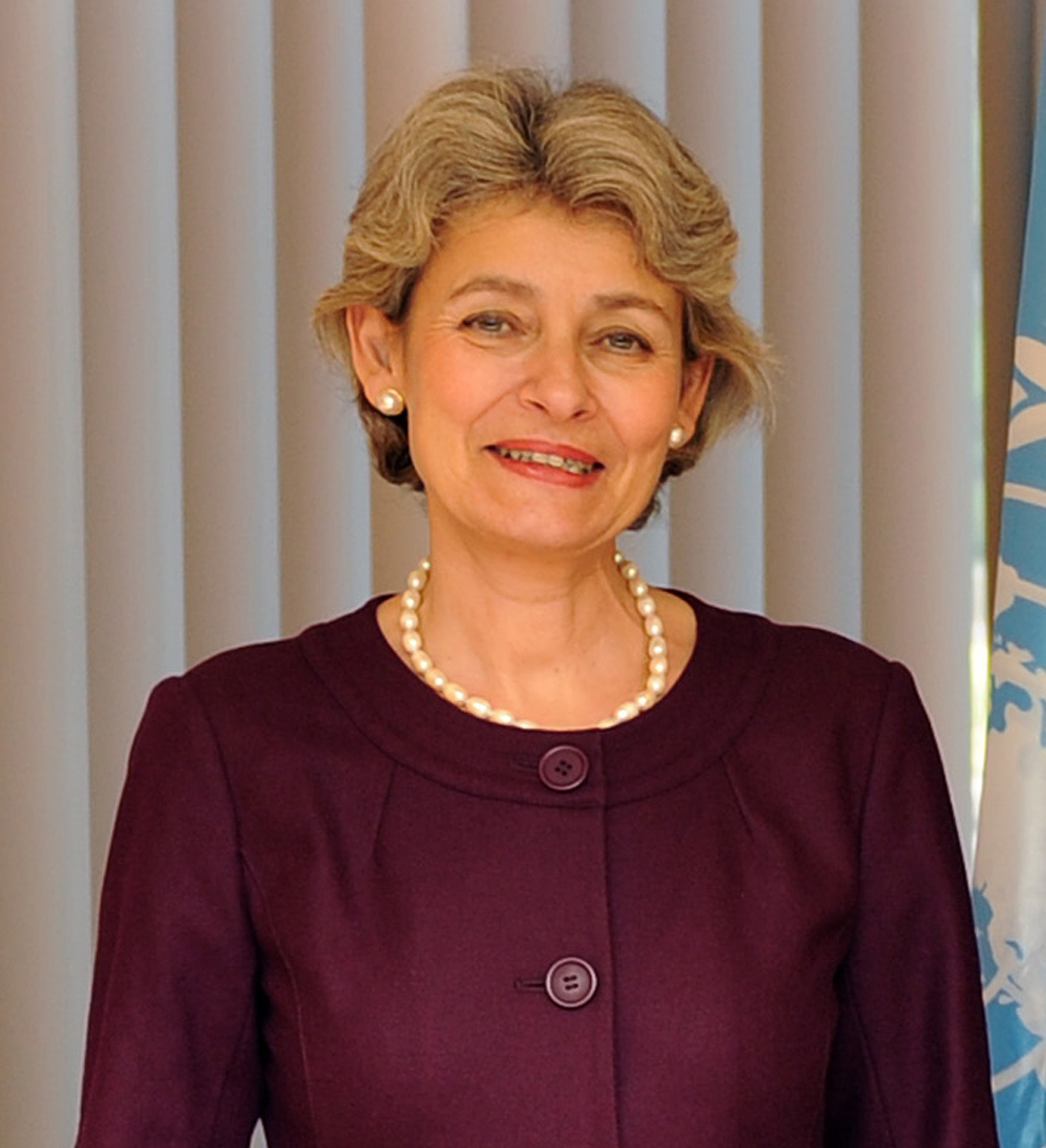
Irina Bokowa (* 1952)

- 1952: Irina Bokowa, bulgarische Politikerin und Generaldirektorin der UNESCO
- 1952: Liz Mitchell, jamaikanisch-deutsche Sängerin (Boney M.)
- 1952: Tomy Wigand, deutscher Filmregisseur und Filmeditor
- 1953: Joachim Auer, deutscher Politiker
- 1953: John Ausonius, schwedischer Mörder
- 1954: Eric Adams, US-amerikanischer Sänger
- 1954: Wolfgang Dremmler, deutscher Fußballspieler
- 1955: Gabriele Askamp, deutsche Schwimmerin
- 1957: Götz Alsmann, deutscher Musiker und Entertainer
- 1957: Corinna Dahlgrün, deutsche evangelische Theologin
- 1957: Adolfo Urso, italienischer Journalist und Politiker
- 1958: Harald Haerter, Schweizer Jazzgitarrist
- 1958: Kathrin Thies, deutsche Juristin
- 1960: Corynne Charby, französische Schauspielerin und Sängerin
- 1961: Espen Andersen, norwegischer Nordischer Kombinierer
- 1961: Stef Bos, niederländischer Sänger, Liedermacher und Schauspieler
- 1961: Torsten Müller, deutscher Agrarwissenschaftler
- 1961ː Vera Purtscher, österreichische Architektin und Designerin
- 1962: Bruno Kahl, Präsident des Bundesnachrichtendienstes
- 1962: Christine Zierl, deutsche Schauspielerin
- 1963: Enak Ferlemann, deutscher Politiker, MdB
- 1963: Jens Wawrczeck, deutscher Synchron- und Hörspielsprecher
- 1964: Swetlana Wladimirowna Bogdanowa, sowjetische und russische Handballspielerin
- 1964: Lisbeth Exner, österreichische Autorin, Publizistin und Germanistin
- 1964: Uwe Hiksch, deutscher Politiker
- 1964: Beat Jans, Schweizer Politiker, Bundesrat
- 1964: Markus Jochum, deutscher Basketballspieler und -trainer
- 1965: Lothar Keller, deutscher Journalist und Fernsehmoderator
- 1966: Jeff Bucknum, US-amerikanischer Automobilrennfahrer
- 1966: Şahin Diniyev, aserbaidschanischer Fußballspieler und -trainer

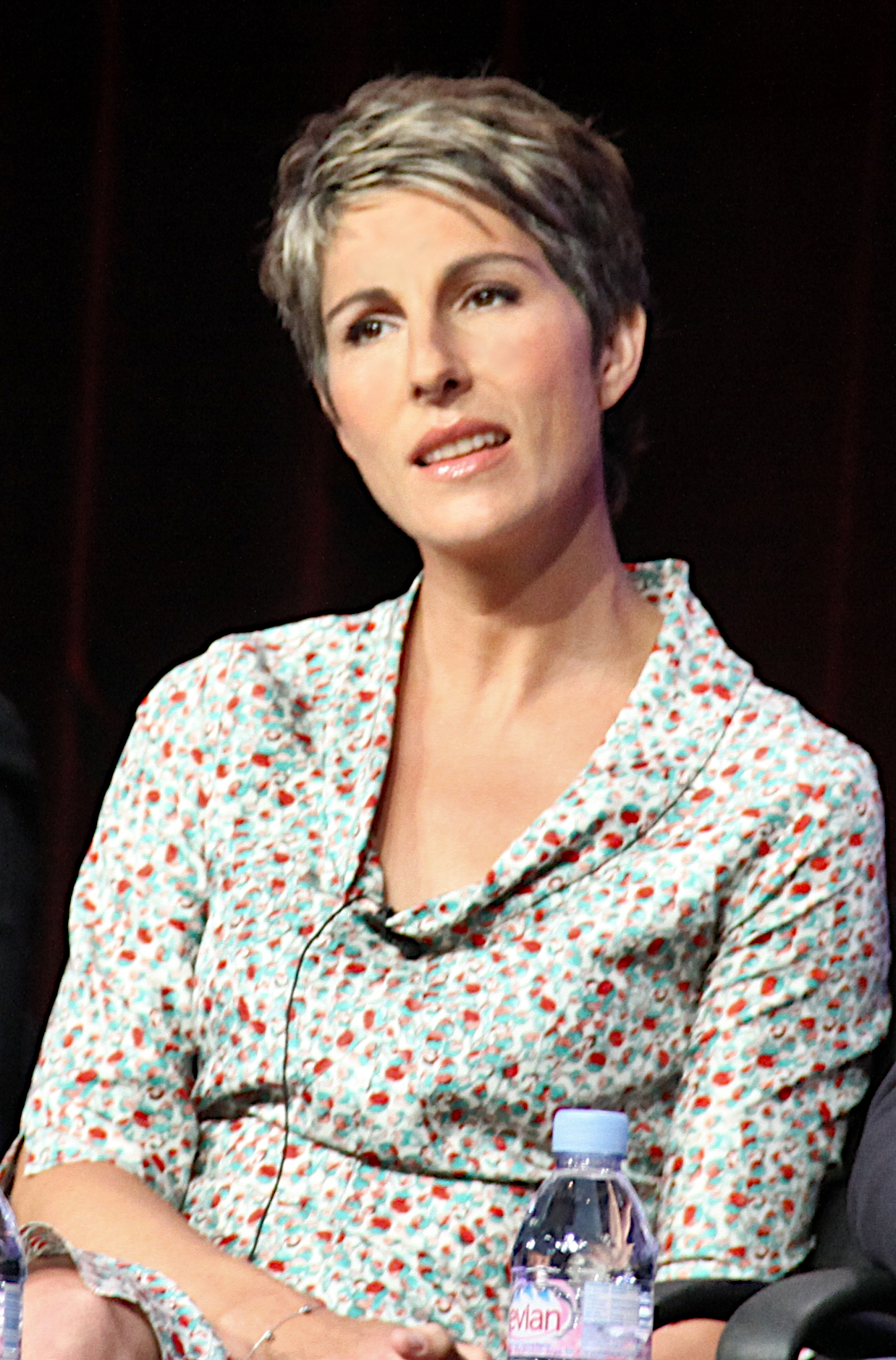
Tamsin Greig (* 1966)

- 1966: Tamsin Greig, britische Schauspielerin
- 1967: Oliver Becker, deutscher Jurist
- 1967: Lukáš Hurník, tschechischer Komponist
- 1967: John Petrucci, US-amerikanischer Gitarrist
- 1967: Bruny Surin, kanadischer Leichtathlet, Olympiasieger
- 1967: Steven Thomas, US-amerikanischer Rechtsanwalt und Automobilrennfahrer
- 1967: Markus Willinger, deutscher Domorganist, Diözesanmusikdirektor und Professor
- 1968: Elisabeth Attl, österreichische Musikerin und Dirigentin
- 1968: Heike Kloss, deutsche Theater-, Musical- und Fernsehschauspielerin
- 1968: Janne Kolling, dänische Handballspielerin
- 1969: Sabine Hack, deutsche Tennisspielerin
- 1969: Jesse Pintado, US-amerikanischer E-Gitarrist
- 1969: Marcin Wierzbicki, polnischer Komponist und Musikpädagoge
- 1970: Aure Atika, französische Filmschauspielerin und Regisseurin

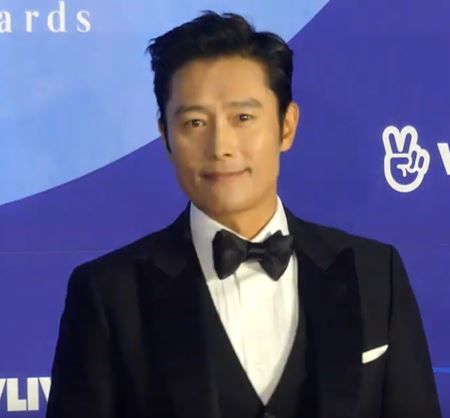
Lee Byung-hun (* 1970)

- 1970: Lee Byung-hun, südkoreanischer Schauspieler
- 1970: Dana Golombek, deutsche Schauspielerin und Sängerin
- 1971: Zarinah Abdullah, singapurische Badmintonspielerin
- 1971: Kristi Yamaguchi, US-amerikanische Eiskunstläuferin
- 1972: Andrea Ballschuh, deutsche Fernseh- und Radiomoderatorin
- 1972: Lady Saw, jamaikanischer Dancehall- und Reggae-Deejay
- 1973: Magoo, US-amerikanischer Rapper
- 1973: Christian Vieri, italienischer Fußballspieler
- 1974: Olivier Adam, französischer Schriftsteller und Drehbuchautor
- 1974: Sharon den Adel, niederländische Sängerin und Songschreiberin
- 1975: Igor Jerman, slowenischer Motorradrennfahrer
- 1975: Anastasia Michaeli, israelische Politikerin
- 1975: Martin Schirdewan, deutscher Politiker

#### 1976–2000
- 1976: Anna Friel, britische Film- und Fernsehschauspielerin
- 1976: Guillaume Gille, französischer Handballspieler
- 1976: Astrid Leberti, deutsche Schauspielerin
- 1977: Carola Calello, argentinische Skirennläuferin
- 1977: Clayton Zane, australischer Fußballspieler
- 1977: Steve Howey, US-amerikanischer Schauspieler
- 1978: Katrine Fruelund, dänische Handballspielerin
- 1978: Kristiina Poska, estnische Dirigentin

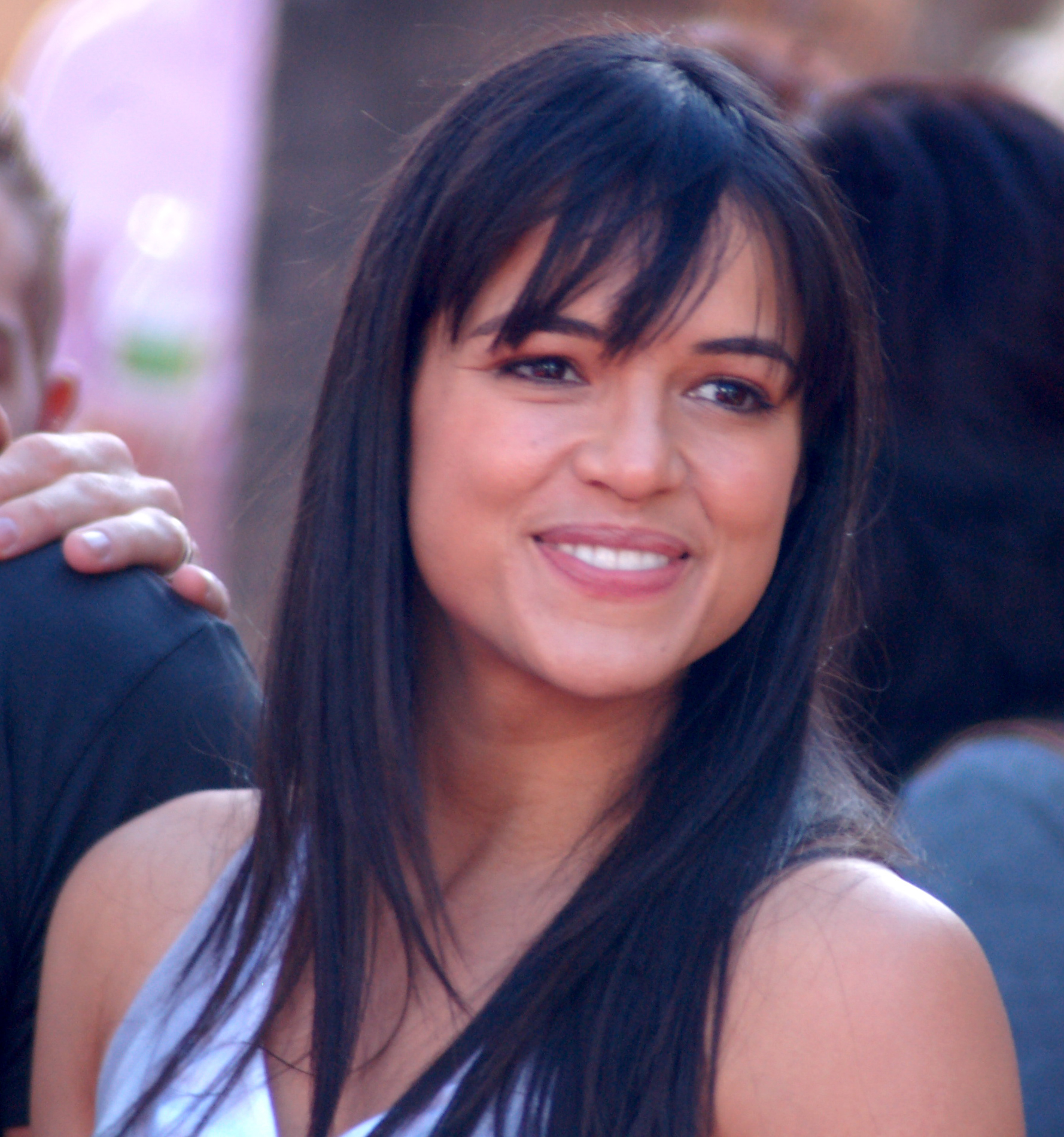
Michelle Rodríguez (* 1978)

- 1978: Michelle Rodríguez, US-amerikanische Schauspielerin
- 1979: Adrian Pavlov, bulgarisch-deutscher Komponist, Dirigent und Pianist
- 1979: Christian Wunderlich, deutscher Schauspieler und Sänger
- 1980: Tan Çağlar, deutsch-türkischer Comedian, Schauspieler, Moderator und Model
- 1980: Johanna Klum, deutsche Fernsehmoderatorin
- 1980: Katherine Legge, britische Automobilrennfahrerin
- 1981: Marco di Bello, italienischer Fußballschiedsrichter
- 1981: Marco Jetzer, Schweizer Wasserballspieler
- 1982: A. Sharath Kamal, indischer Tischtennisspieler
- 1982: Antonio Cassano, italienischer Fußballspieler
- 1982: Rasmus Gersch, deutscher Handballspieler
- 1983: Libania Grenot, italienische Leichtathletin kubanischer Herkunft
- 1984: Gareth Gates, britischer Sänger
- 1984: Natalie Martinez, US-amerikanische Schauspielerin
- 1984: Sami Zayn, syrisch-kanadischer Wrestler
- 1985: Timo Röttger, deutscher Fußballspieler

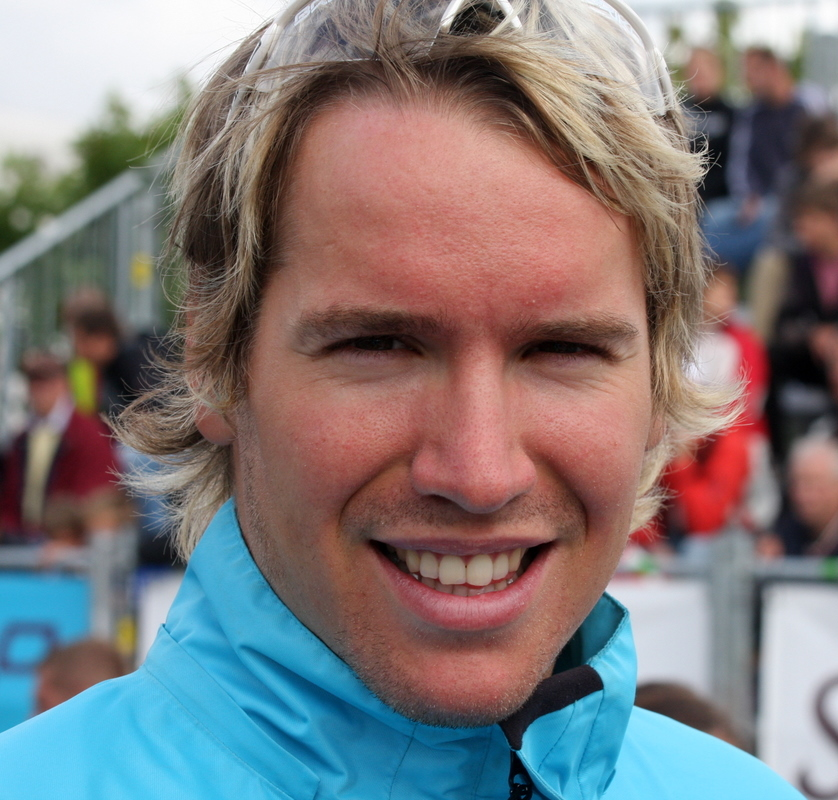
Emil Hegle Svendsen (* 1985)

- 1985: Emil Hegle Svendsen, norwegischer Biathlet
- 1986: Simone Laudehr, deutsche Fußballspielerin
- 1986: Teresa Rizos, deutsche Schauspielerin und Sängerin
- 1986: Ilka Wolf, deutsche Sängerin
- 1987: Arjan Haenen, niederländischer Handballspieler
- 1987: Anna-Elena Herzog, deutsche Schauspielerin und Unternehmerin
- 1988: Patrick Beverley, US-amerikanischer Basketballspieler
- 1988: Ólafur Bjarki Ragnarsson, isländischer Handballspieler
- 1988: Hailie Sahar, US-amerikanische Schauspielerin, Sängerin, Modedesignerin und Aktivistin

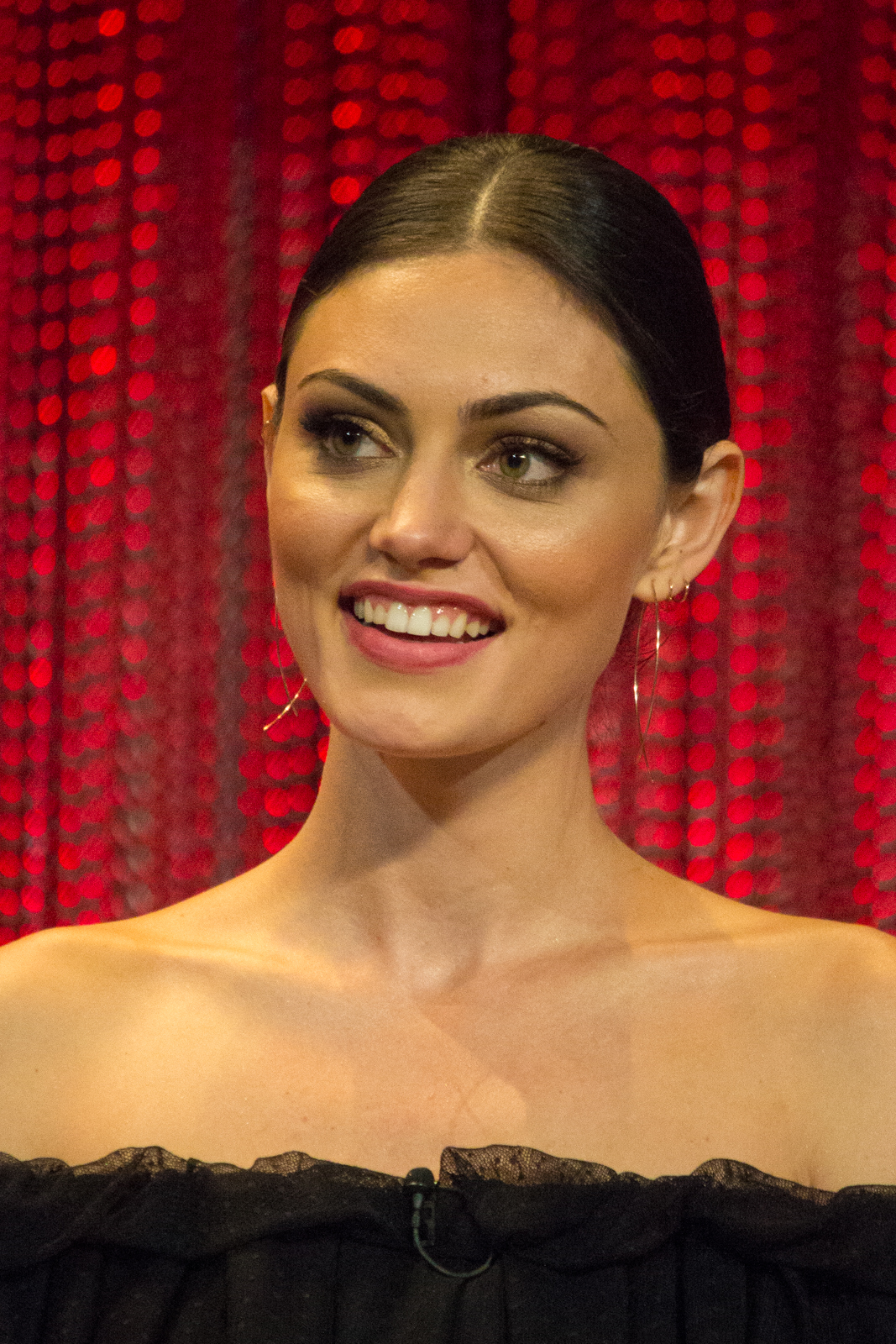
Phoebe Tonkin (* 1989)

- 1989: Phoebe Tonkin, australische Schauspielerin und Model
- 1989: Franz-Xaver Zeller, deutscher Schauspieler
- 1990: Alessandro Abruscia, italienischer Fußballspieler
- 1990: Philipp Eitzinger, österreichischer Motorradrennfahrer
- 1991: Rodrigo Battaglia, argentinischer Fußballspieler
- 1991: Hubert Labrie, kanadischer Eishockeyspieler
- 1991: James Rodríguez, kolumbianischer Fußballspieler
- 1991: Erik Per Sullivan, US-amerikanischer Filmschauspieler
- 1992: Manuel Añón Suarez, spanischer Springreiter
- 1993: Tim Kübel, deutscher Fußballspieler
- 1993: Marius Müller, deutscher Fußballspieler
- 1994: Hugo Buffard, französischer Nordischer Kombinierer
- 1994: Molly Seidel, amerikanische Langstreckenläuferin
- 1995: Laura Bilgeri, österreichische Schauspielerin, Model und Sängerin
- 1995: Luke Shaw, englischer Fußballspieler
- 1995: Jordyn Wieber, US-amerikanische Gerätturnerin
- 1996: Valentin Madouas, französischer Radrennfahrer
- 1997: Serhat-Semih Güler, deutscher Fußballspieler
- 1997: Pablo Carmine Maffeo Becerra, spanischer Fußballspieler
- 1997: Malala Yousafzai, pakistanische Bloggerin und Kinderrechtsaktivistin
- 1999: Nella Korpio, finnische Skirennläuferin
- 1999: Vid Vrhovnik, slowenischer Nordischer Kombinierer
- 2000: Iver Hexeberg, norwegischer Telemarker
- 2000: Vinícius Júnior, brasilianischer Fußballspieler

### 21. Jahrhundert

#### 2001–2025
- 2002: Bertuğ Yıldırım, türkischer Fußballspieler

## Gestorben

### Vor dem 16. Jahrhundert
- 0783: Bertrada die Jüngere, Mutter Karls des Großen
- 0886: Ansbald von Prüm, heiliggesprochener Abt
- 0937: Rudolf II., König von Burgund
- 0961: Michael Maleïnos, byzantinischer Mönch und Klostergründer
- 0975: Turketel, englischer Kanzler und Abt
- 1044: Rudolf von Werl, Graf im Groningerland
- 1067: Johannes Komnenos, byzantinischer Aristokrat
- 1073: Johannes Gualbertus, Heiliger der katholischen Kirche
- 1137: Gerberga von Cappenberg, Äbtissin von Quedlinburg
- 1140: Heinrich I., Graf von Eu
- Nach 1164: Beatrix von Limburg, Gräfin von Nassau
- 1203: Isabel de Warenne, englische Adlige
- 1206: Chōgen, japanischer Mönch
- 1230: Margarete von Blois, Pfalzgräfin von Burgund und Gräfin von Blois und Châteaudun
- 1291: Hermann VII., Markgraf von Baden
- 1303: Manegold von Neuenburg, Bischof von Bamberg und Bischof von Würzburg
- 1330: Elisabeth von Aragón, Königin des Heiligen Römischen Reichs
- 1361: Giovanni Dolfin, 57. Doge von Venedig
- 1429: Jean Gerson, französischer Theologe, Mystiker und Kanzler der Pariser Sorbonne
- 1441: Ashikaga Yoshinori, 6. Shogun des Ashikaga-Shogunats
- 1450: Jack Cade, englischer Rebellenführer
- 1479: Silvester Stodewescher, Erzbischof von Riga

### 16. bis 18. Jahrhundert
- 1503: Sophie von Mecklenburg, Herzogin von Sachsen
- 1504: Volmar Warendorp, Ratsherr von Lübeck
- 1511: Albrecht I., Herzog in den schlesischen Teilfürstentümern Münsterberg und Oels sowie Graf von Glatz
- 1525: Nicolaus Marschalk, deutscher Rechtswissenschaftler, Humanist und Historiker
- 1532: François II. de La Tour, Vicomte von Turenne, französischer Diplomat und Militär

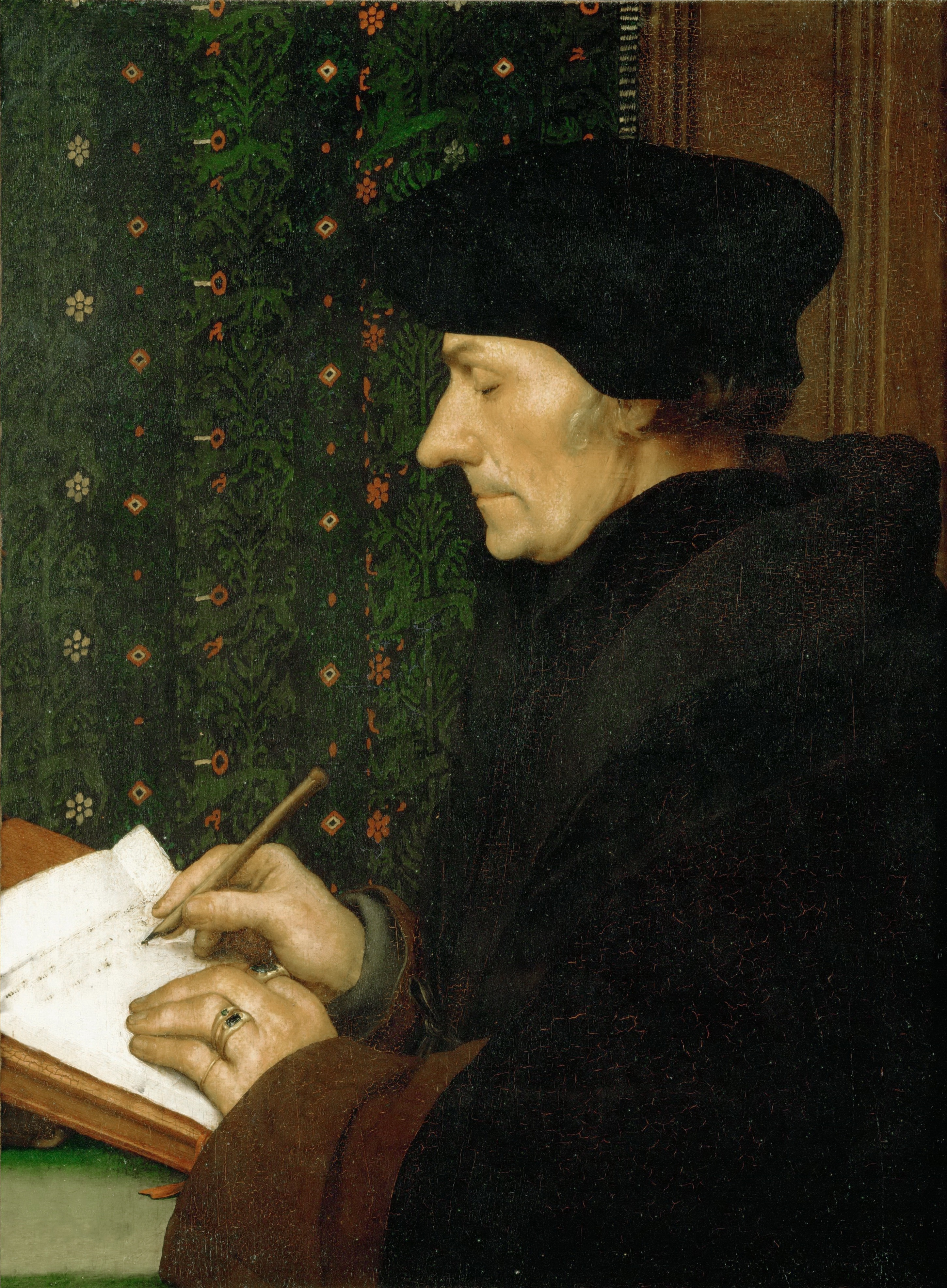
Erasmus von Rotterdam († 1536)

- 1536: Erasmus von Rotterdam, niederländischer Humanist
- 1537: Robert Aske, englischer Jurist
- 1539: Fernando Kolumbus, spanischer Seefahrer, Humanist und Kosmograph, unehelicher Sohn des Christoph Kolumbus
- 1545: Maria von Portugal, portugiesische Prinzessin
- 1581: Johannes Gigas, deutscher Humanist, evangelischer Theologe und Reformator
- 1584: Stephen Borough, englischer Seefahrer und Entdecker
- 1608: Margarethe von Dietz, Tochter des Landgrafen Philipp I. von Hessen
- 1610: Nikolaus Klinger, erzgebirgischer Hammerherr
- 1643: François Duquesnoy, flämischer Bildhauer
- 1645: Luciano Borzone, italienischer Maler und Radierer
- 1647: Francesco Maria Farnese, Kardinal und Regent des Herzogtums Parma
- 1662: Ludwig Heinrich, Graf bzw. Fürst von Nassau-Dillenburg
- 1664: Francis Seymour, 1. Baron Seymour of Trowbridge, englischer Politiker
- 1674: Claes Tott, schwedischer Feldherr und Staatsmann
- 1678: Antoine III. de Gramont, französischer Diplomat und Marschall von Frankreich
- 1702: Bengt Oxenstierna, schwedischer Politiker und Diplomat
- 1707: Carl Leonhard Müller von der Lühne, schwedischer General
- 1710: Robert Treat, englischer Kolonist, Gouverneur der Colony of Connecticut
- 1712: Richard Cromwell, Lordprotektor von England, Schottland und Irland
- 1720: Sukjong, 19. König der Joseon-Dynastie in Korea
- 1721: Antonio Giannettini, italienischer Organist, Kapellmeister und Komponist
- 1729: Samuel Theodor Gericke, deutscher Maler
- 1733: Anne-Thérèse de Marguenat de Courcelles, französische Schriftstellerin und Salonnière
- 1734: Johann Gottlieb Olearius, deutscher Rechtswissenschaftler und Historiker
- 1742: Evaristo Felice Dall’Abaco, italienischer Violinist, Cellist und Komponist
- 1747: Christian Heinrich von Watzdorf, sächsischer Hofbeamter
- 1749: Charles de la Boische, französischer Marineoffizier und Gouverneur von Neufrankreich
- 1751: Tokugawa Yoshimune, japanischer Shōgun
- 1762: Jangheon, Thronfolger von Joseon in Korea
- 1773: Johann Joachim Quantz, deutscher Musiker und Komponist
- 1777: Johan Arckenholtz, finnischer Bibliothekar, politischer Pamphletist und Historiker
- 1785: Hermann Werner von Brabeck, deutscher Geistlicher und Domherr
- 1785: Louis-René de Caradeuc de La Chalotais, französischer Jurist

### 19. Jahrhundert
- 1802: Johan Heinrich Knuth, dänischer Gutsbesitzer, Kammerherr und Geheimrat

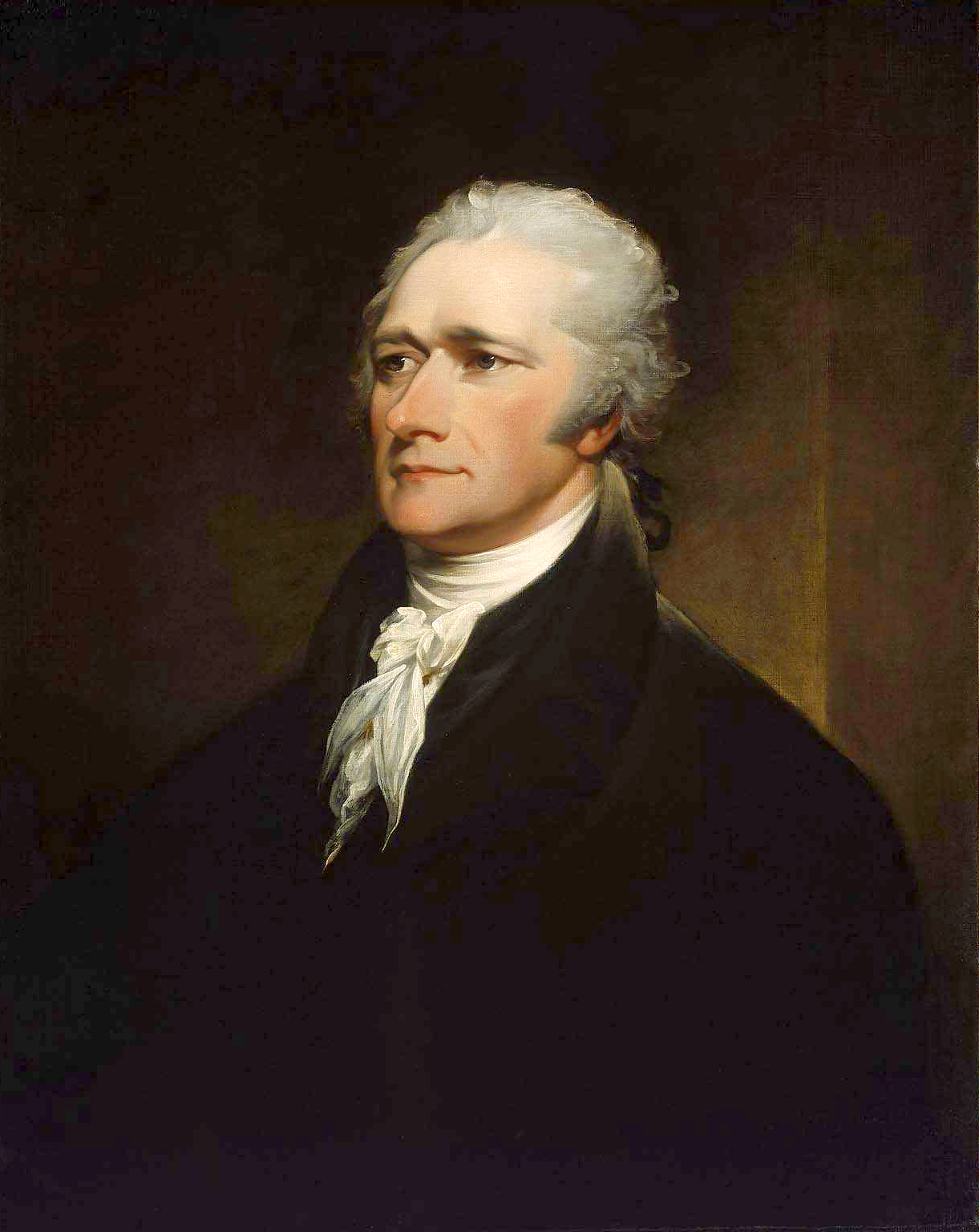
Alexander Hamilton († 1804)

- 1804: Alexander Hamilton, US-amerikanischer Politiker
- 1804: Johann Engelhard Kahler, deutscher evangelischer Theologe

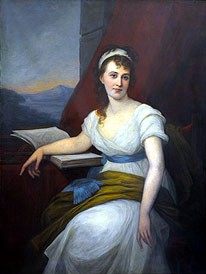
Dorothea Schlözer († 1825)

- 1825ː Dorothea Schlözer, deutsche Philosophin
- 1834: David Douglas, britischer Gärtner, Botaniker und Pflanzenjäger
- 1838: Ezra Butler, US-amerikanischer Politiker, Gouverneur von Vermont, Mitglied des Repräsentantenhauses
- 1844: Bahne Asmussen, deutscher (nordfriesischer) Pastor, Dichter, und Lehrer

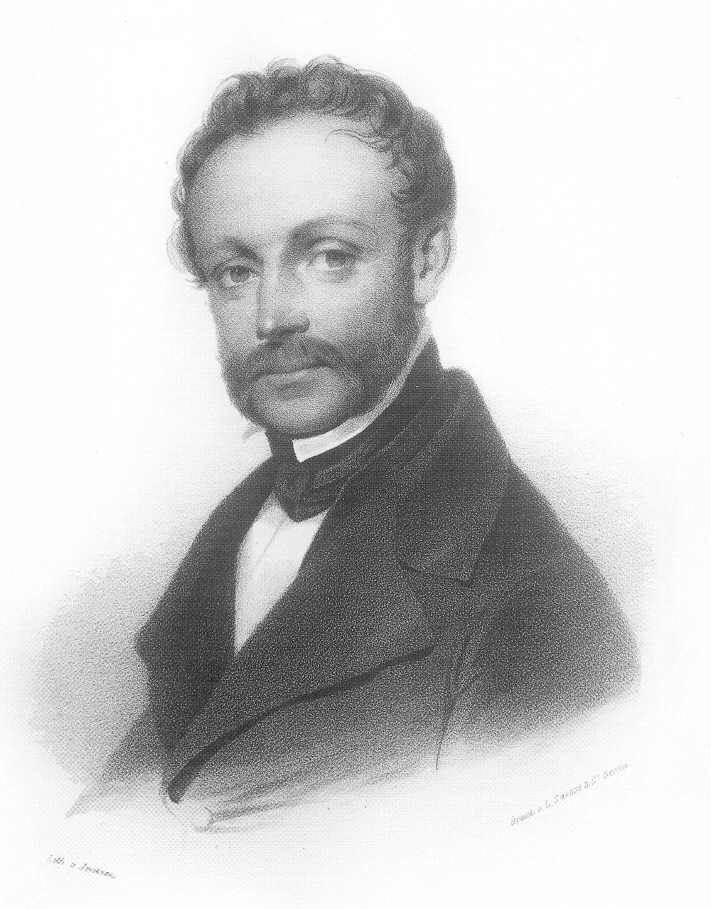
Ludwig Persius († 1845)

- 1845: Ludwig Persius, preußischer Architekt
- 1845: Henrik Wergeland, norwegischer Dichter
- 1855: Wilhelm Kreyher, deutscher Architekt
- 1855: Karl Spindler, deutscher Romanschriftsteller
- 1855: Pawel Stepanowitsch Nachimow, russischer Admiral
- 1847ː Julie von Bechtolsheim, deutsche Dichterin und Salonnière
- 1847: Franz Ignatz Cassian Hallaschka, mährischer Naturforscher, Mathematiker, Physiker und Astronom
- 1860: Edouard Diodati, Schweizer evangelischer Geistlicher, Bibliothekar und Hochschullehrer
- 1863: Johann Wilhelm Löbell, deutscher Historiker
- 1864: Carl Lazarus Henckel von Donnersmarck, schlesischer Industrieller
- 1868: Ralph Abercromby, 2. Baron Dunfermline, britischer Diplomat
- 1873: Paul-Eugène Lequeux, französischer Architekt
- 1874: Fritz Reuter, niederdeutscher Schriftsteller
- 1877: Ottilie Wildermuth, deutsche Schriftstellerin
- 1890: Friedrich Wilhelm Kritzinger, deutscher Theologe, Pädagoge und Autor
- 1895: Willem Vester, niederländischer Landschafts- und Tiermaler
- 1896: Karl Armbrust, deutscher Organist und Komponist
- 1896: Giulio Ascoli, italienischer Mathematiker
- 1896: Moritz Kirstein, deutscher Mediziner

### 20. Jahrhundert

#### 1901–1950
- 1901: Federico Errázuriz Echaurren, chilenischer Politiker
- 1901: Richard B. Hubbard, US-amerikanischer Politiker und Diplomat, Gouverneur von Texas
- 1905: Jørgen Malling, dänischer Komponist
- 1910: Charles Rolls, britischer Unternehmer, Mitgründer von Rolls-Royce, Flugpionier
- 1911: Júlia da Costa, brasilianische Dichterin
- 1913: Hermann Meyer, deutscher Spirituosen-Fabrikant
- 1918: Thorleif Auerdahl, norwegischer Lyriker
- 1919ː Bertha von Arnswaldt, deutsche Salonnière
- 1921: Harry Hawker, australischer Luftfahrtpionier
- 1923: William P. Dillingham, US-amerikanischer Politiker

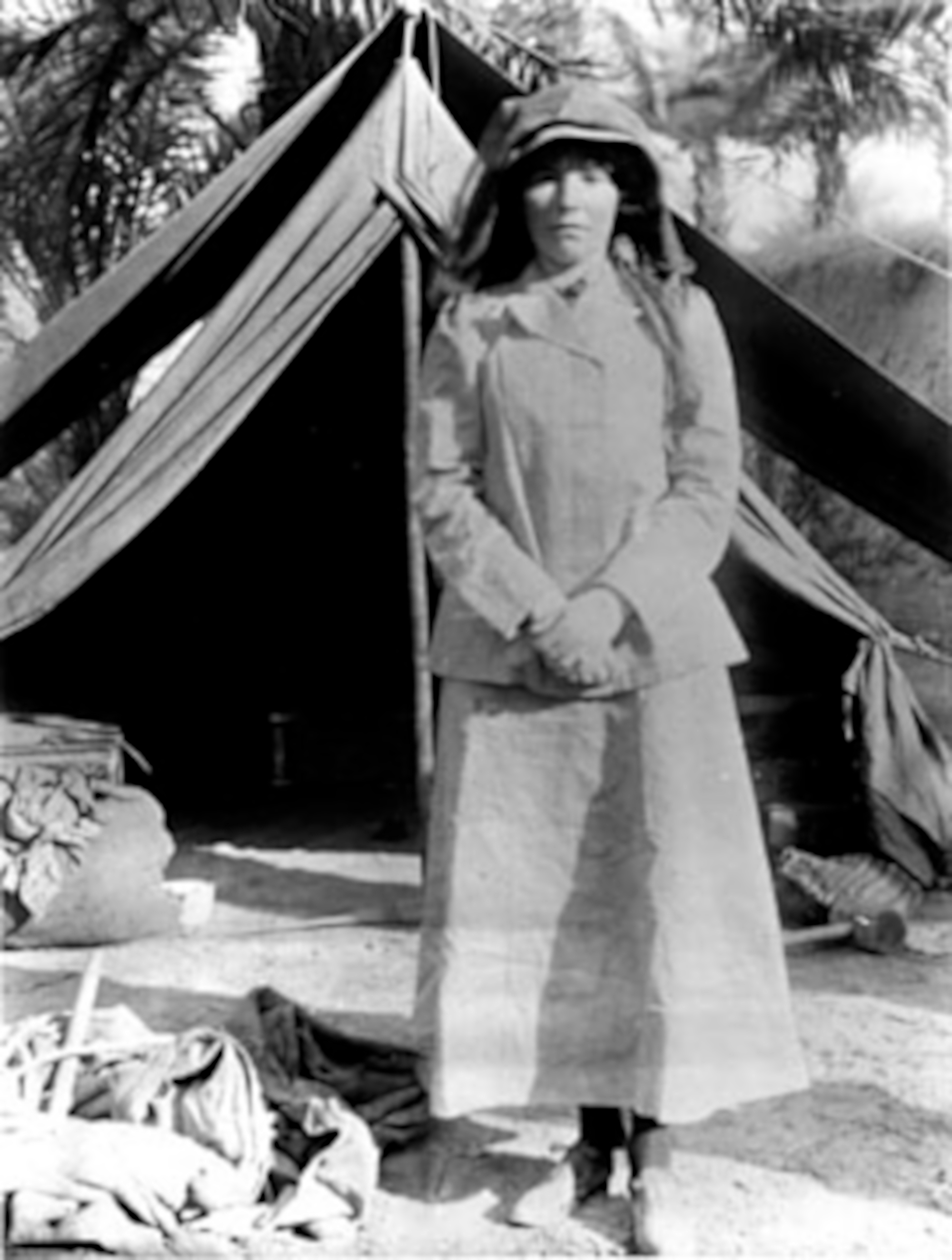
Gertrude Bell († 1926)

- 1926: Gertrude Bell, britische Reiseschriftstellerin und Historikerin
- 1926: Charles Wood, irischer Komponist
- 1930: Frederick Edwin Smith, 1. Earl of Birkenhead, britischer Politiker
- 1931: Friedrich Gundolf, deutscher Literaturwissenschaftler
- 1931: Nathan Söderblom, schwedischer protestantischer Theologe, Friedensnobelpreisträger
- 1932: Tomáš Baťa, tschechischer Unternehmer, Begründer des Bata-Konzerns
- 1935: Alfred Dreyfus, französischer Offizier
- 1936: Auguste Adib Pacha, libanesischer Politiker
- 1943ː Cecilia Loftus, schottische Schauspielerin
- 1945: Boris Grigorjewitsch Galjorkin, sowjetischer Ingenieur und Mathematiker
- 1945: Wolfram von Richthofen, deutscher Generalfeldmarschall
- 1949: Douglas Hyde, irischer Dichter
- 1950ː Elsie de Wolfe, Amerikas erste professionelle Innenarchitektin

#### 1951–2000

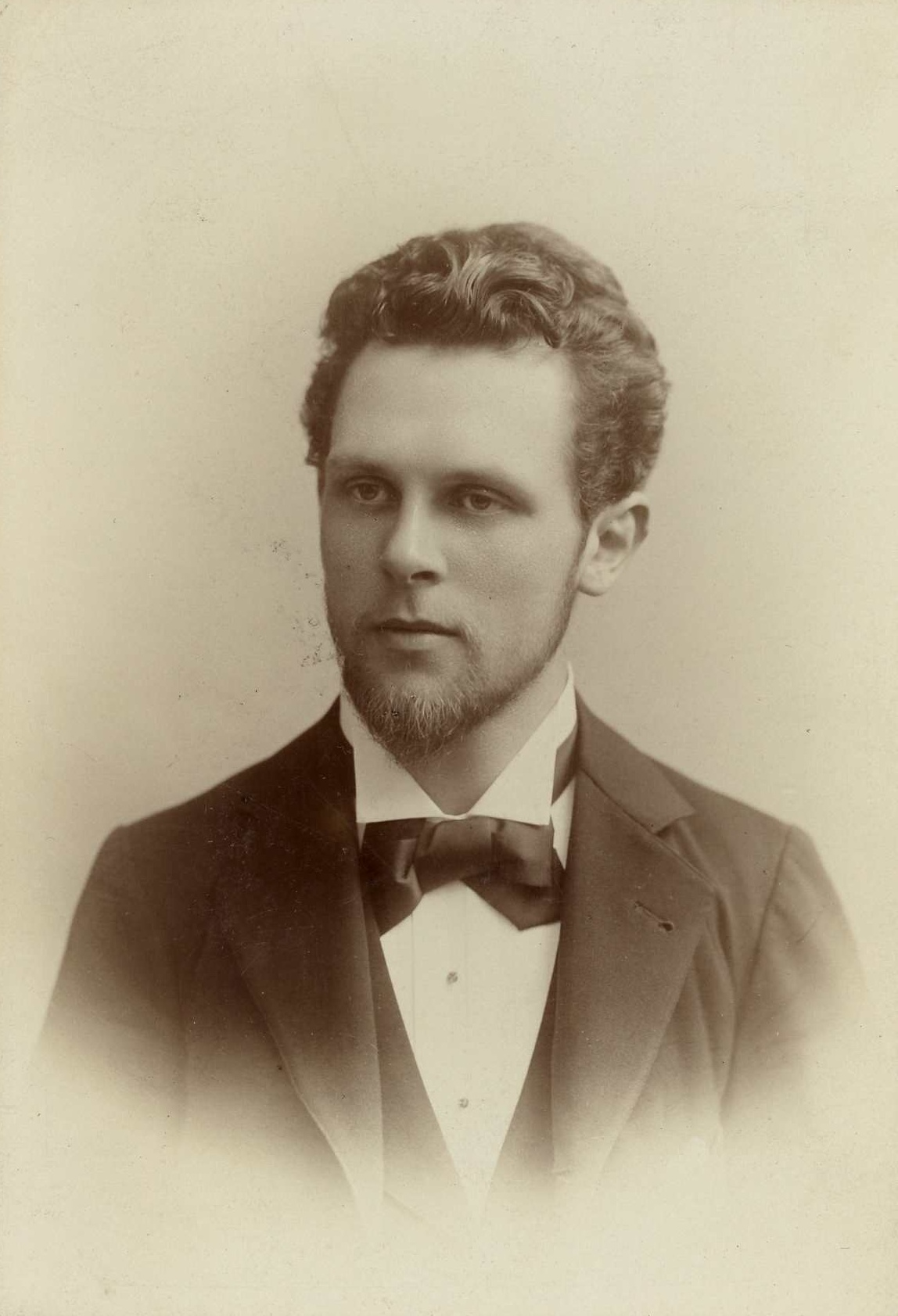
Joseph Jongen († 1953)

- 1953: Joseph Jongen, belgischer Komponist und Organist
- 1954: Marc Azéma, französischer Automobilrennfahrer
- 1957ː Elsa Leipen, österreichisch-US-amerikanische Schriftstellerin
- 1959: Walther Lietzmann, deutscher Mathematiker, Pädagoge und Mathematikdidaktiker
- 1960: Buddy Adler, US-amerikanischer Filmproduzent und Drehbuchautor
- 1960: Pietro Kardinal Fumasoni Biondi, italienischer Geistlicher, Kurienkardinal
- 1961: Irving Cohn, US-amerikanischer Songwriter
- 1963: Slatan Dudow, bulgarischer Regisseur
- 1967: Friedrich Ermler, sowjetischer Filmregisseur
- 1967: Otto Nagel, deutscher Maler
- 1968: Ada Sari, polnische Opernsängerin
- 1969: Bill Ivy, britischer Motorradrennfahrer
- 1970: Vincenzo Auricchio, italienischer Automobil- und Motorbootrennfahrer sowie Industrieller
- 1970: Heinrich Grafenhorst, deutscher Priester und Bischöflich Münsterscher Offizial
- 1972: Konrad Grebe, deutscher Steiger und Erfinder
- 1973: Alexander Mossolow, russischer Komponist
- 1973: Fernando Santiván, chilenischer Schriftsteller und Journalist
- 1974: Juri Pawlowitsch Annenkow, russischer Künstler
- 1974: Karl Sesta, österreichischer Fußballspieler
- 1977: Osmín Aguirre y Salinas, sansalvadorianischer Militär
- 1977: Fritz Heinrich Klein, österreichischer Komponist
- 1977: Waldemar Kraft, deutscher Politiker und Bundesminister
- 1978: Heinrich Rempel, deutscher Prähistoriker
- 1978: Esmond Harmsworth, 2. Viscount Rothermere, britischer Pressemagnat
- 1979: Georgi Berijew, sowjetischer Flugzeugkonstrukteur
- 1979: Minnie Riperton, US-amerikanische Sängerin und Songschreiberin
- 1980: William Armstrong, Baron Armstrong of Sanderstead, britischer Regierungsbeamter und Banker
- 1981: Boris Nikolajewitsch Polewoi, russischer Schriftsteller und Journalist
- 1982: Lautaro García, chilenischer Maler, Sänger und Dramatiker
- 1983: Erich Warsitz, deutscher Testpilot
- 1983: Chris Wood, britischer Rockmusiker
- 1984: Franz Gurk, deutscher Politiker, MdL, Landtagspräsident
- 1984: Hannes Flesner, deutscher Musik-Journalist, Liedtexter und ostfriesischer Liedermacher
- 1988: Michael Jary, deutscher Komponist
- 1988: Joshua Logan, US-amerikanischer Film- und Theaterregisseur
- 1988: Nakamura Mitsuo, japanischer Schriftsteller und Literaturkritiker
- 1990: Ryō Kiyuna, japanischer Karateka
- 1991: Willi Schwabe, deutscher Schauspieler, Sänger und Moderator
- 1993: Ferdinando Giuseppe Kardinal Antonelli, italienischer Kurienkardinal
- 1993: Gusti Huber, österreichische Theater- und Filmschauspielerin
- 1994: Voldemar Wal-Berg, französischer Komponist und Orchesterleiter
- 1996: Gottfried von Einem, österreichischer Komponist
- 1997: François Furet, französischer Historiker
- 1997: Raimund Weissensteiner, österreichischer Priester und Komponist
- 1998: James Corbitt Morris, US-amerikanischer Songwriter und Musiker
- 2000: Heinz Arnold, deutscher Politiker

### 21. Jahrhundert
- 2002: Ellen Callmann, US-amerikanische Kunsthistorikerin

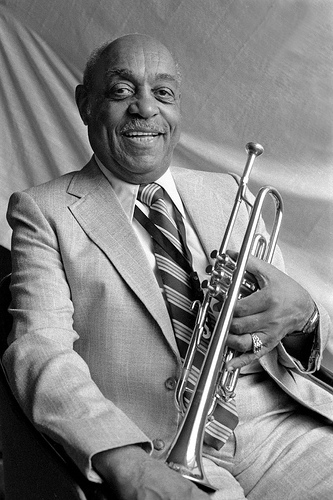
Benny Carter († 2003)

- 2003: Benny Carter, US-amerikanischer Jazzsaxophonist
- 2005: Piero Cappuccilli, italienischer Opernsänger
- 2005: Willi Heinrich, deutscher Schriftsteller
- 2007: Robert Burås, norwegischer Gitarrist und Songschreiber
- 2008: Tony Snow, US-amerikanischer Journalist
- 2009: Simon Vinkenoog, niederländischer Schriftsteller und Dichter
- 2010: Günter Behnisch, deutscher Architekt
- 2010: Olga Guillot, kubanische Sängerin
- 2010: Harvey Pekar, US-amerikanischer Comicautor
- 2011; Karl-Heinz Ducke, deutscher katholischer Geistlicher und Theologe
- 2012: Alexander Pflum, deutscher Fußballspieler
- 2013: Amar G. Bose, US-amerikanischer Elektroingenieur
- 2013: Thomas Ortner, österreichischer Journalist
- 2014: Michael Hahn, deutscher Indologe und Tibetologe
- 2014: Walerija Nowodworskaja, russische Politikerin und Menschenrechtlerin
- 2015: Sergei Arzibaschew, russischer Theaterregisseur und Schauspieler
- 2015: Ramón Oviedo, dominikanischer Maler
- 2016ː Hiltrud Fichte, deutsche Diakonisse, Theologin und Missionarin
- 2016: Goran Hadžić, kroatisch-serbischer Politiker

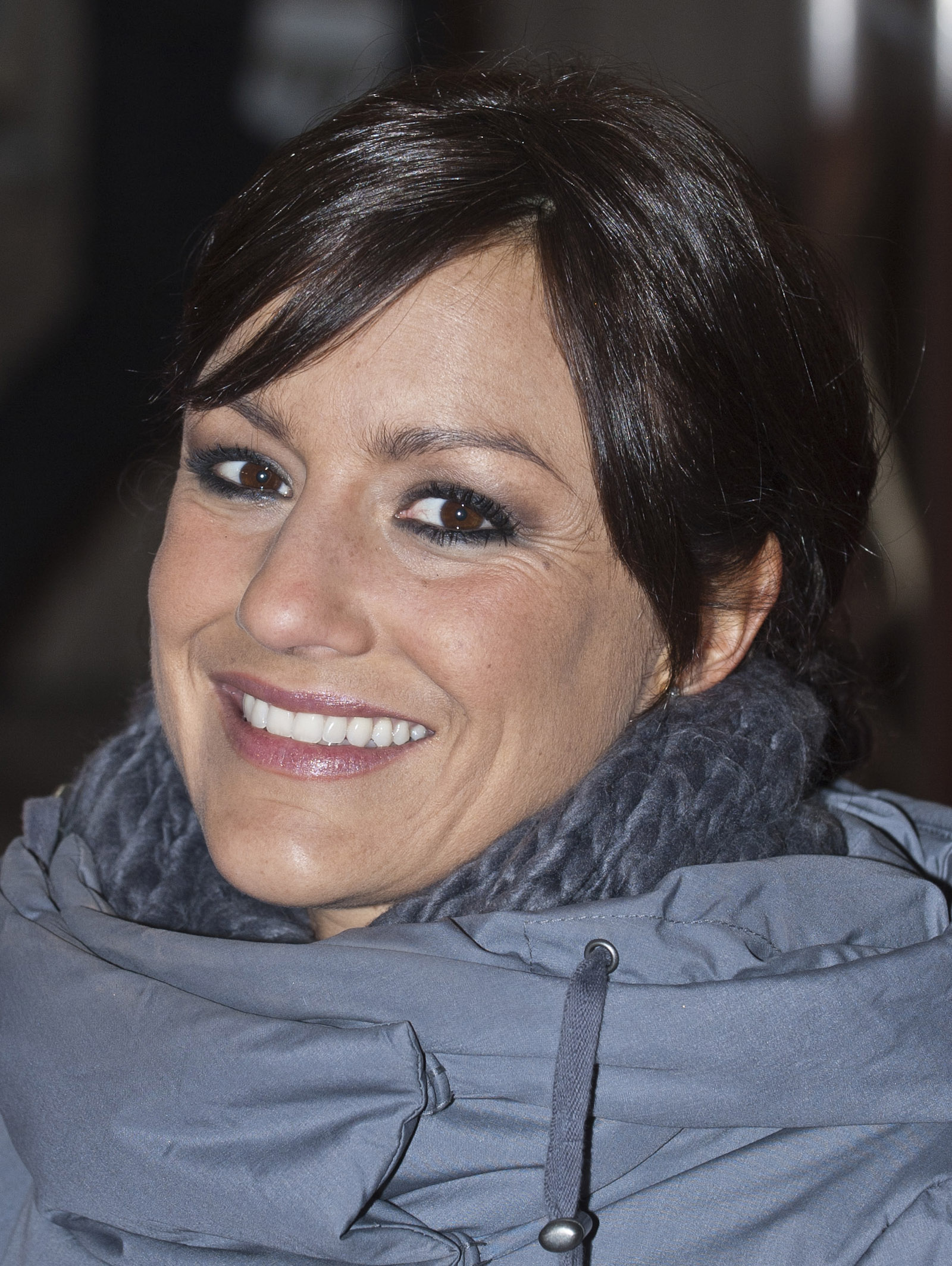
Miriam Pielhau († 2016)

- 2016: Miriam Pielhau, deutsche Moderatorin, Autorin und Schauspielerin
- 2017: Gerrit Braks, niederländischer Politiker
- 2017: Urte Clasing, deutsche Schauspielerin
- 2017: Armando Almánzar Rodríguez, dominikanischer Schriftsteller und Filmkritiker
- 2018: Joseph Henry Mensah, ghanaischer Politiker
- 2018: Laura Soveral, portugiesische Schauspielerin
- 2019: Fernando José Corbató, US-amerikanischer Informatiker
- 2019: Eberhard Kummer, österreichischer Jurist, Sänger und Drehleierspieler
- 2020: Pauls Bankovskis, lettischer Schriftsteller
- 2020: Kelly Preston, US-amerikanische Schauspielerin
- 2020: Wim Suurbier, niederländischer Fußballspieler
- 2022: Ville Kurki, finnischer Regattasegler
- 2023: Heide Simonis, deutsche Politikerin, Ministerpräsidentin von Schleswig-Holstein
- 2024ː Tonke Dragt, niederländische Kinder- und Jugendbuch-Schriftstellerin
- 2024ː Noriko Ohara, japanische Synchronsprecherin
- 2024ː Ruth Westheimer, deutsch-amerikanische Sexualtherapeutin

## Feier- und Gedenktage
- Kirchliche Gedenktage
  - Nathan Söderblom, Erzbischof von Uppsala (evangelisch)
  - Hl. Felix von Afrika, Märtyrer und Schutzpatron (katholisch)
  - Hl. Hermagoras, Lektor und Märtyrer (katholisch)
  - Hl. Nabor, römischer Soldat, Märtyrer und Schutzpatron (katholisch)
  - Hl. Ansbald von Prüm, Abt (katholisch)
- Namenstage
  - Felix
- Staatliche Feier- und Gedenktage
  - Kiribati: Unabhängigkeit von Großbritannien (1979)
  - São Tomé und Príncipe, Unabhängigkeit von Portugal (1975)
  - Nordirland, Labrador, Neufundland: Oraniertag

Weitere Einträge enthält die Liste von Gedenk- und Aktionstagen.